# Ruvo di Puglia
Pour les articles homonymes, voir Ruvo.
Ruvo di Puglia (IPA : [ˌruvodiˈpuʎːa], Rìuve en dialecte local, IPA : ['riːuvə]) est une ville italienne de la ville métropolitaine de Bari, dans la région des Pouilles. Elle fait partie du parc national des Hautes Murges. On y trouve notamment une cocathédrale et le musée archéologique national Jatta.

## Géographie
Ruvo di Puglia comprend un territoire de 222,04 km2 avec comme ville voisine au nord Bisceglie, au nord-est  Terlizzi, à l'est Bitonto, au sud-est Altamura, au sud Gravina in Puglia, au sud-ouest Spinazzola, Andria et à l'ouest Corato. C'est une des plus vastes communes de la région de Bari.

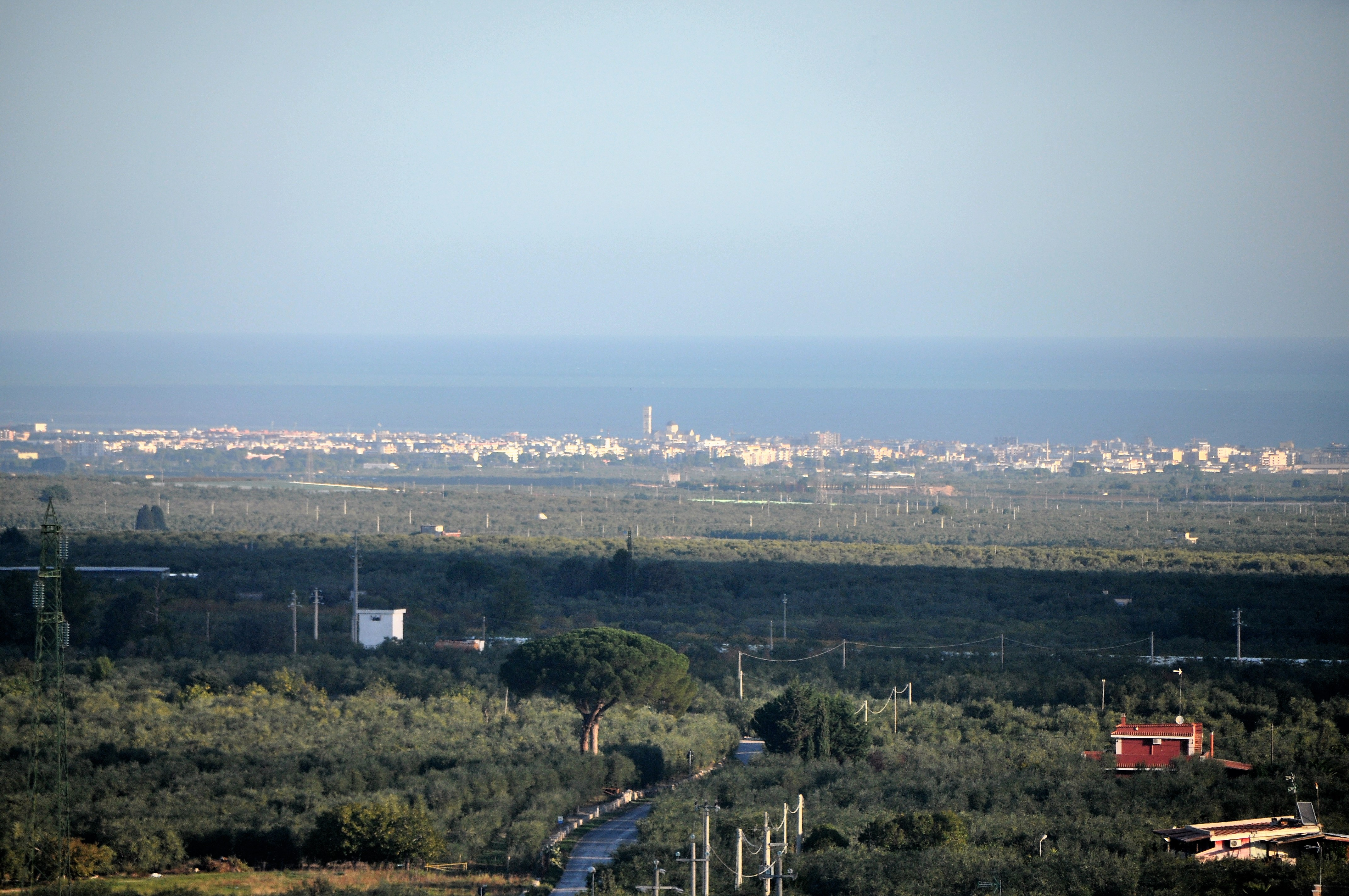
Bisceglie depuis la Pineta à Ruvo di Puglia - la plaine côtière plantée d'oliviers.
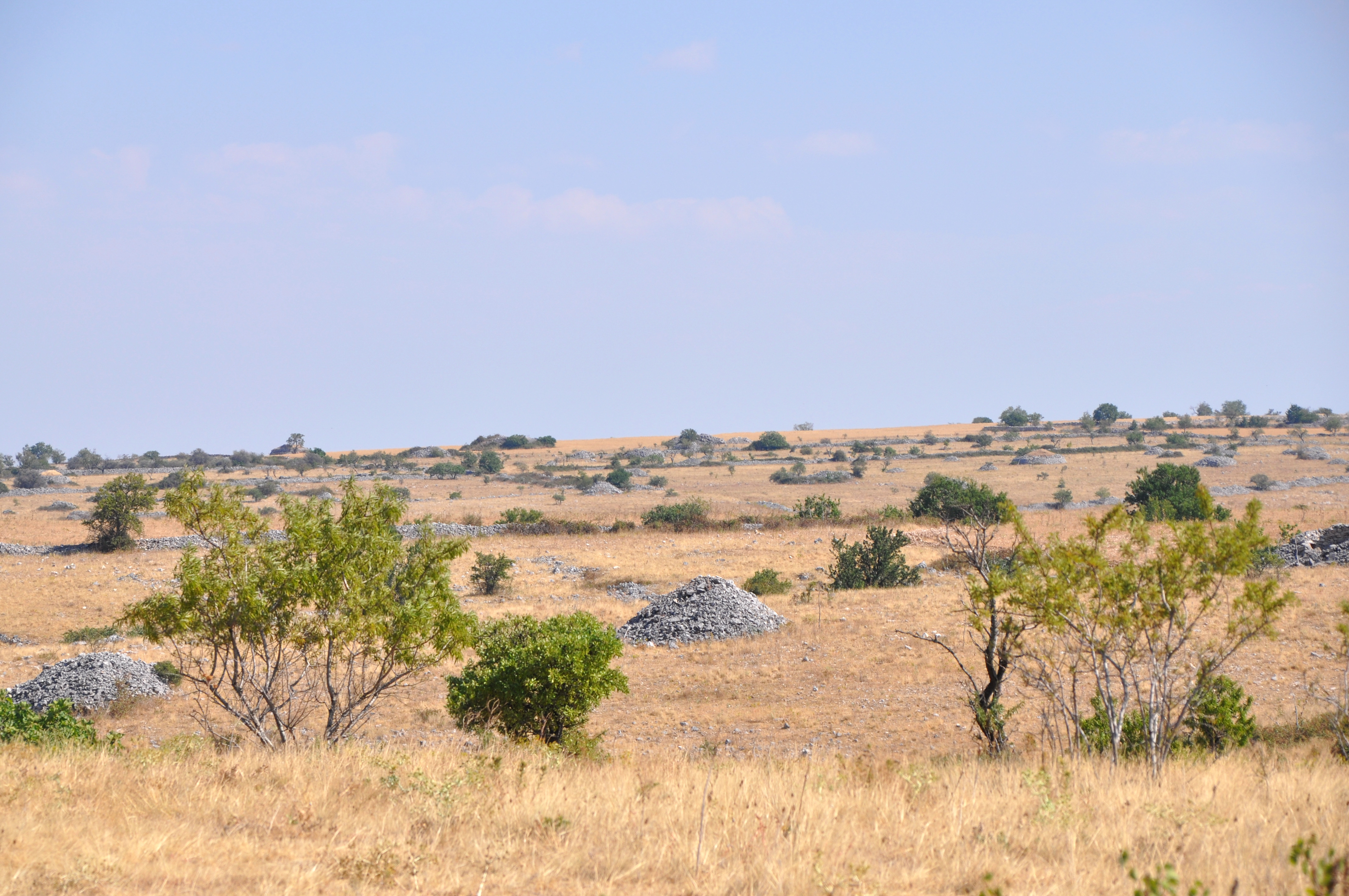
Plateau aride des Murge à Ruvo di Puglia.
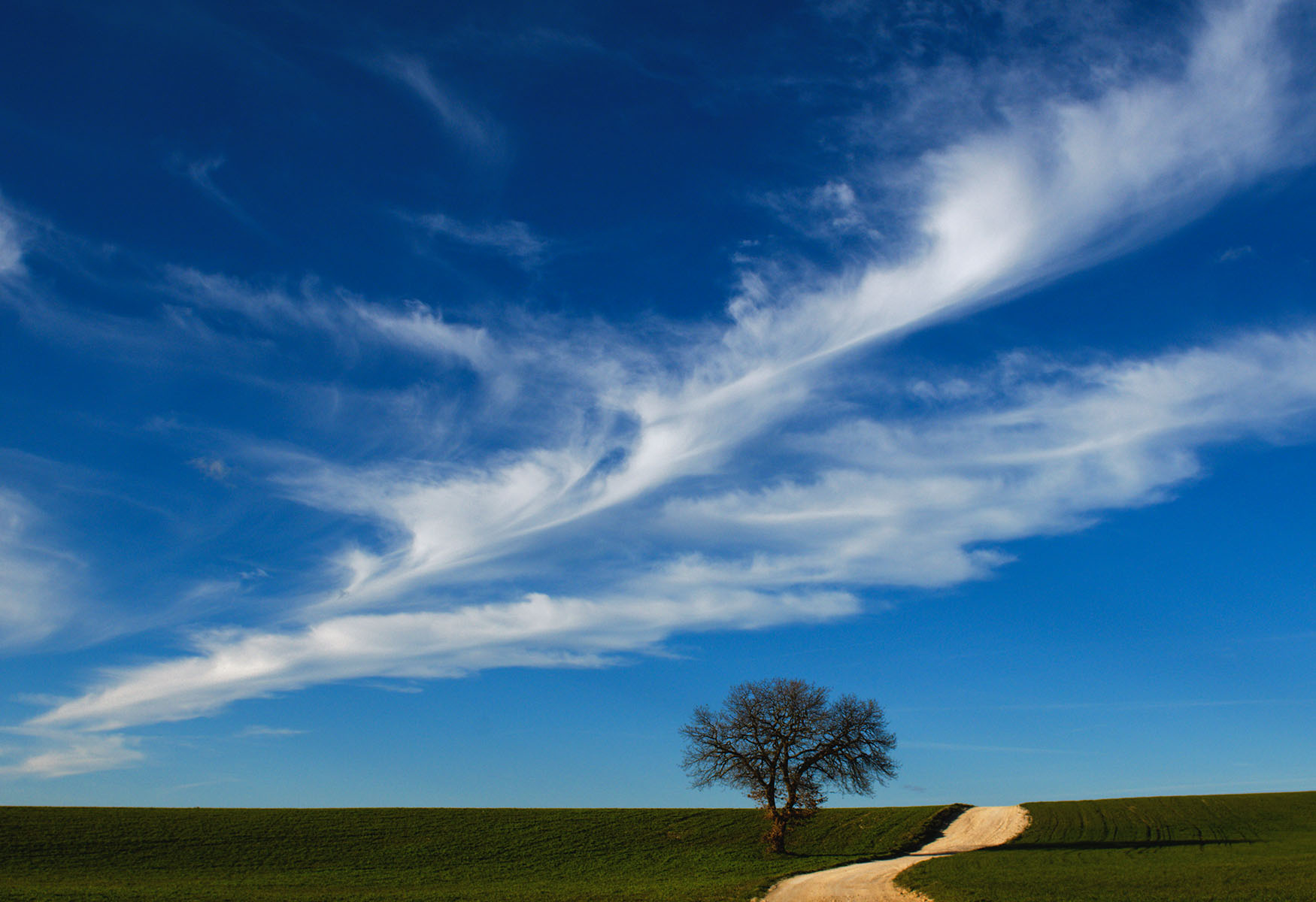
Ciel bleu près de San Magno dans la campagne de Ruvo di Puglia.

Le nom de la ville est souvent raccourci à Ruvo mais il ne faut pas confondre la ville de Ruvo di Puglia avec la commune de Ruvo del Monte en Basilicate.
La lecture du paysage de Ruvo di Puglia peut être répartie en deux entités :
1) La plaine côtière située dans la dénomination géographique « Terre di Bari ». Des Murge à l'Adriatique s’ouvre un territoire en pente lente qui descend doucement par un effet de « marches » parallèles à la côte. Les plateaux et les faibles pentes sont plantés principalement d’oliviers.
Dans cette plaine, il faut distinguer plusieurs déclinaisons. En partant de la mer, la première zone est la plus fertile et est utilisée pour la culture maraîchère avec irrigation. Aujourd’hui, ce paysage tend à disparaître sous la pression urbaine.
En remontant vers le sud, la seconde zone est constituée principalement d’oliviers mais aussi de cerisiers, d’amandiers et de vignes sur les premières marches karstiques. C’est ici que depuis quelques années se développent une agriculture intensive sous serres et toiles tendues (protection de la grêle et du froid).
C'est dans cette zone que se situe le centre ancien de Ruvo di Puglia. Situé au dos d'une colline (250/260 mètres d'altitude), dernier relief aux confins des Murge. En descendant la colline versant sud, le centre urbain actuel s'ouvre dans un angle sud/ouest, rejoignant une zone fertile en contrebas, anciennement humide et dénommée « Pantano » (cultures maraîchères, fruitières et viticole). Au nord de la ville, les larges terrasses continuent de descendre graduellement vers la mer Adriatique distante de 15 kilomètres environ du centre.
2) Le haut plateau des Murge comprend le sud du territoire communal, en direction de Gravina in Puglia et de Matera dans le Basilicate. Ruvo tourne le dos au massif des Murge (comme ses voisines Andria, Corato, Terlizzi, Bitonto). À Ruvo, le massif des Murge comprend des reliefs moyens qui se situent entre 350 et 650 mètres d'altitude. À partir de 350 mètres d'altitude démarre au sud de la commune, le territoire du parc national dell'Alta Murgia. Ces terres anciennement boisées sont aujourd’hui de grandes prairies qui sont soit des friches arides ouvertes, des pâturages ou des terres arables parsemées de quelques rares massifs forestiers. Quand on quitte les dernières marches de la plaine agricole côtière, la transition se fait à travers la zone ancienne des bois de Selva Reale. Il s'y trouve encore d'antiques chêneraies (Bosco di Scoparella ou Bosco Fenicia) constituées de chênes verts et pubescents.
Lors du passage entre ces deux paysages, on observe aussi des « lame » et des « doline » typiques de la géologie de la Murgia. Les « lame » (lama au singulier) définissent des sillons de terres remplis de sédiments fertiles car lors des pluies torrentielles, l'eau y transite, venant des hauts plateaux et cherchant un chemin vers la mer (lama Reale ou lama Ferrata). Au-delà des bois de Selva Reale s’arrêtent les plantations d'oliviers et démarre l’Alta Murgia, une zone de pseudo steppe méditerranéenne.
Dans ces différentes déclinaisons du paysage agricole correspondent des éléments distinctifs du paysage rural. On peut citer la « masseria » (modèle de ferme agricole importée par les Espagnols, dominant de grandes étendues de type latifundiaire), le « jazzo » (abri pour les troupeaux), les abris en pierre sèche « pagliai » ou les « neviere » (construction gardant la glace durant les périodes estivales). On observe également les murs en pierre sèche qui quadrillent le paysage agricole pour protéger les cultures des dégâts occasionnés par les animaux sauvages et les « traturri », anciens chemins de la transhumance.
Ces éléments étaient les supports essentiels de l’usage agropastoral des campagnes.

## Climat
Le climat est méditerranéen, caractérisé par des été sec et chaud et des hivers doux et pluvieux. Les neiges sont peu fréquentes mais peuvent survenir quelquefois dans l'année sans parvenir toutefois à rester au sol. L'air d'Europe du Nord et d'Europe centrale (Balkans et Russie) peut parfois faire descendre la température autour de 0 °C l'hiver. En revanche, l'été, les vents d'Afrique du Nord (vent nommé le sirocco) apportent des longues périodes de chaleur étouffante.
Les températures les plus hautes furent relevées en juin 1982 et en juillet 2007 avec plus de 43 degrés.
Les températures les plus basses furent relevées en février 1940 (-7 degrés) et en janvier 1963 lors de l'hiver le plus froid du XXe siècle avec -6.6 degrés.

## Histoire

### La Préhistoire et la période faste de Ruvo: de Rhyps à Rubi

#### La Préhistoire
Les premières attestations de présence humaine à Ruvo remontent au Paléolithique moyen, il s'agit de pierres travaillées. Les premières traces d'installation sont identifiables à partir du VIe millénaire avant J.-C.. Au IIe millénaire av. J.-C., les populations se regroupent sur les plateaux des actuelles Pouilles centrale et font partie des peuples italiques nommés les « Ausones » et plus précisément ici, les morgètes (d'où dérivent le nom des Murge),. Il a été identifié dans le Parc National dell'Alta Murgia sur le territoire de Ruvo di Puglia, des témoignages de l'âge de fer et de l'âge de bronze dans des grottes telles que celles situées localité « U vagne » près du parc naturel Selva Reale.

#### Rhyps, la Ruvo de l'époque peucète sous influence grecque
À la fin de l'âge du Bronze (XIIe siècle av. J.-C./XIIIe siècle av. J.-C.), la région passe sous influence des Illyriens qui fondent la civilisation des Iapyges, qui est divisée entre les peuples dauniens (Tavoliere, Gargano), peucètes (région de Bari) et messapiens (région du Salento). Ruvo profite alors de cette situation frontalière, située en territoire peucète mais à la limite avec le territoire des dauniens.
Les Illyriens sont partis des Balkans (actuelle Albanie, Croatie, Monténégro) et sont arrivés dans les Pouilles, probablement, par la bande étroite de mer qui sépare l'Albanie et l'Italie. Ils firent fuir les populations autochtones de la région (les Morgètes qui vivaient sur les reliefs de la Murgia) vers la Calabre. Les Iapyges s'installèrent sur le territoire de Bari, donnant naissance aux Peucètes.

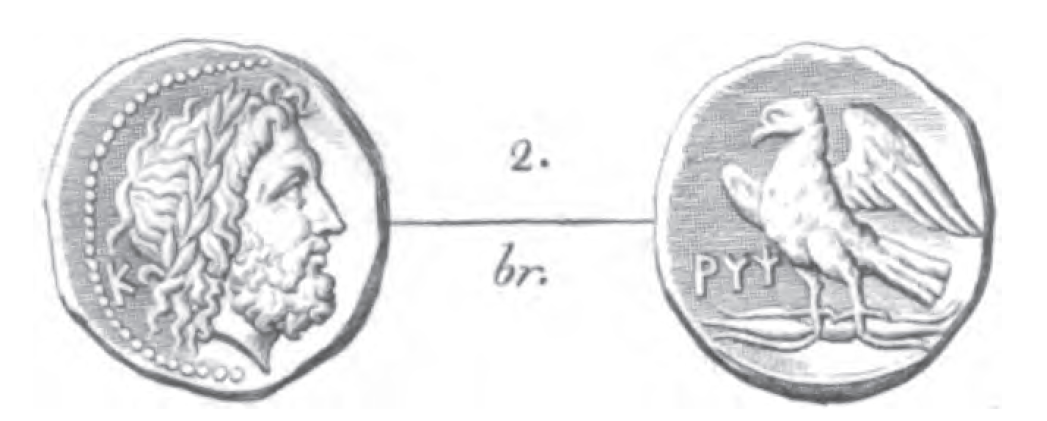
Monnaie de Ruvo di Puglia. Côté face, on retrouve l'inscription ΡΥΨ, le nom de la ville.

À partir du VIIIe siècle av. J.-C., différents peuplements dispersés sont répertoriés au sud de la ville selon les témoignages des fouilles Vie Le Croci, estramurale Scarlatti et autour de la zone Madonna delle Grazie où les sols sont plus fertiles et où il y a de l'eau (contrade Colaianni, Arena et Pantano). Il s'agit encore de cabanes d'argiles et de pailles, peuplées d'une population destinée à la production d'une céramique très caractéristique à décoration géométrique. Le peuplement se situe sur la voie de communication qui relie la mer à l'intérieur du territoire murgiano (entre le Pulo di Molfetta et l'actuelle Gravina in Puglia). Par la suite, vraisemblablement afin de mieux défendre leur position, les peuplements se sont réunis et postés sur la colline Sant'Angelo au nord de la ville. Cette colline est actuellement située entre la pinède et l'église de San Michele Arcangelo.

Les vastes terres fertiles de Ruvo et ses producteurs de céramiques sont rattachées commercialement à un port, Respa, près de Molfetta.

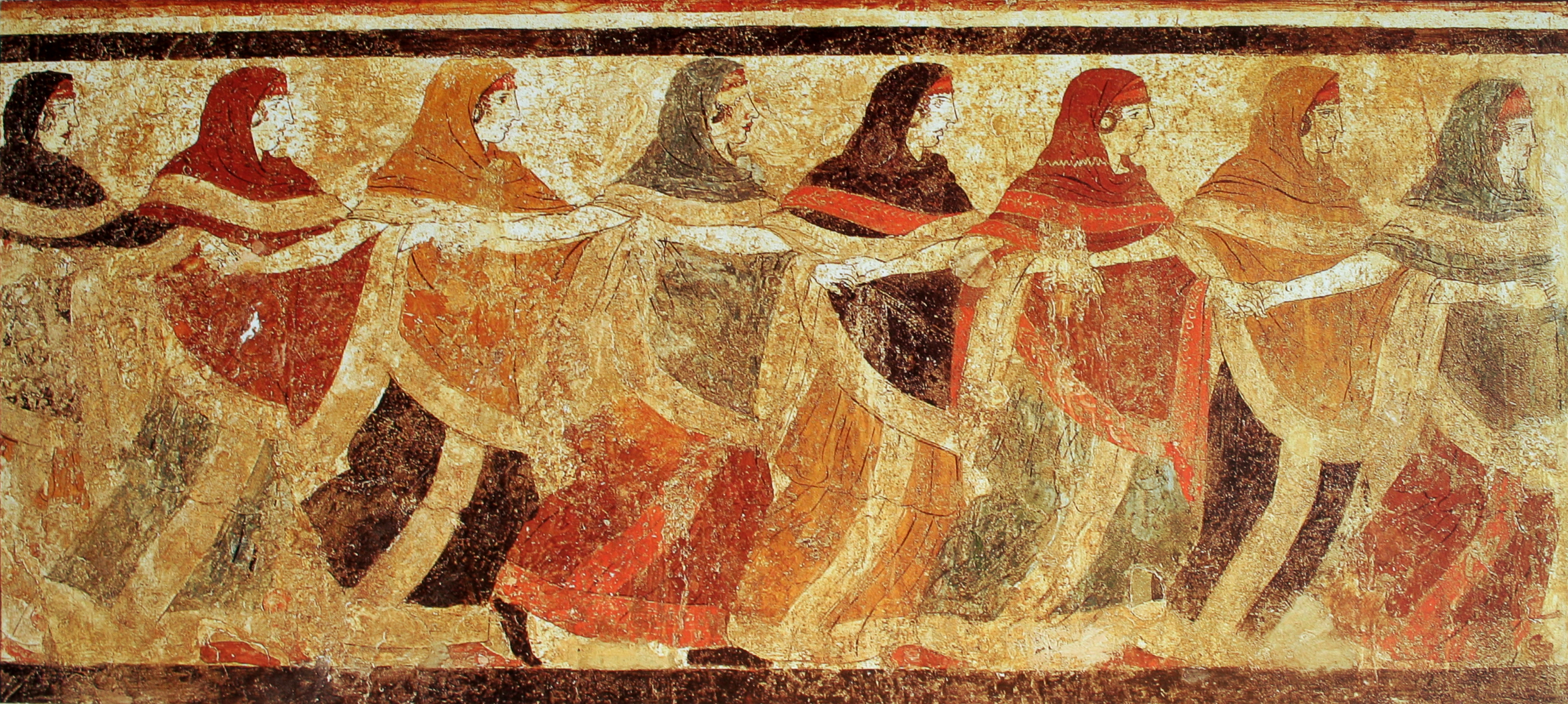
Fresque de la Tombe des danseuses (410 - 350 av. J.-C.), découverte en 1833 dans la tombe no 11, via dei Cappuccini, à Ruvo.

Les peuples Iapyges résistèrent longtemps aux colonisateurs grecs venus de Mycènes, Sparte ou Laconie.
Entre le VIIIe siècle av. J.-C. et le Ve siècle av. J.-C. des peuples venus du Péloponnèse central (situé en Grèce, cette région s'appelle administrativement l'Arcadie) colonisent pacifiquement la ville, intégrant petit à petit la population et créant une cité grecque autonome répondant au nom de « Rhyps » ou « Ρυψ ». À cette époque, les Iapyges passent sous influence économique et culturelle des colonies grecques de Tarente et Métaponte. Grâce à l'arrivée de cette population, Ruvo vit une période de splendeur.
La ville commerce avec l'actuelle Gravina in Puglia et également avec les populations locales qui ont fui vers le sud à l'arrivée des Iapyges. Elle profite d'échanges commerciaux nombreux avec les populations italiques telles que les Étrusques et avec les premières colonies de la Magna Grecia installées autour de Tarente. Son dynamisme est entretenu grâce à Respa, son débouché maritime.
Ruvo vit son apogée entre le Ve siècle av. J.-C. et le IVe siècle av. J.-C., la ville frappe monnaie et son périmètre géographique connait son extension maximale (le territoire de Ruvo englobe alors des territoires sur lesquels prendront essor bien plus tard : Molfetta, Terlizzi, Corato, Trani et Bisceglie),.
La monnaie frappée à Ruvo di Puglia est en argent et en bronze. Les monnaies portent des figures telles que Jupiter ou Athéna, mais aussi des dessins tels qu'un aigle posé sur un fleuve avec la mention en grec de la ville « ΡΥΨ » ou Héraclès qui étrangle un lion.
Ruvo noue des liens forts avec Athènes et Tarente, comme le montrent les monnaies. Ruvo est une des cités les plus florissantes de Grande Grèce, sa richesse repose sur le commerce de l'huile d'olive et du vin, ainsi que de ses productions céramiques.

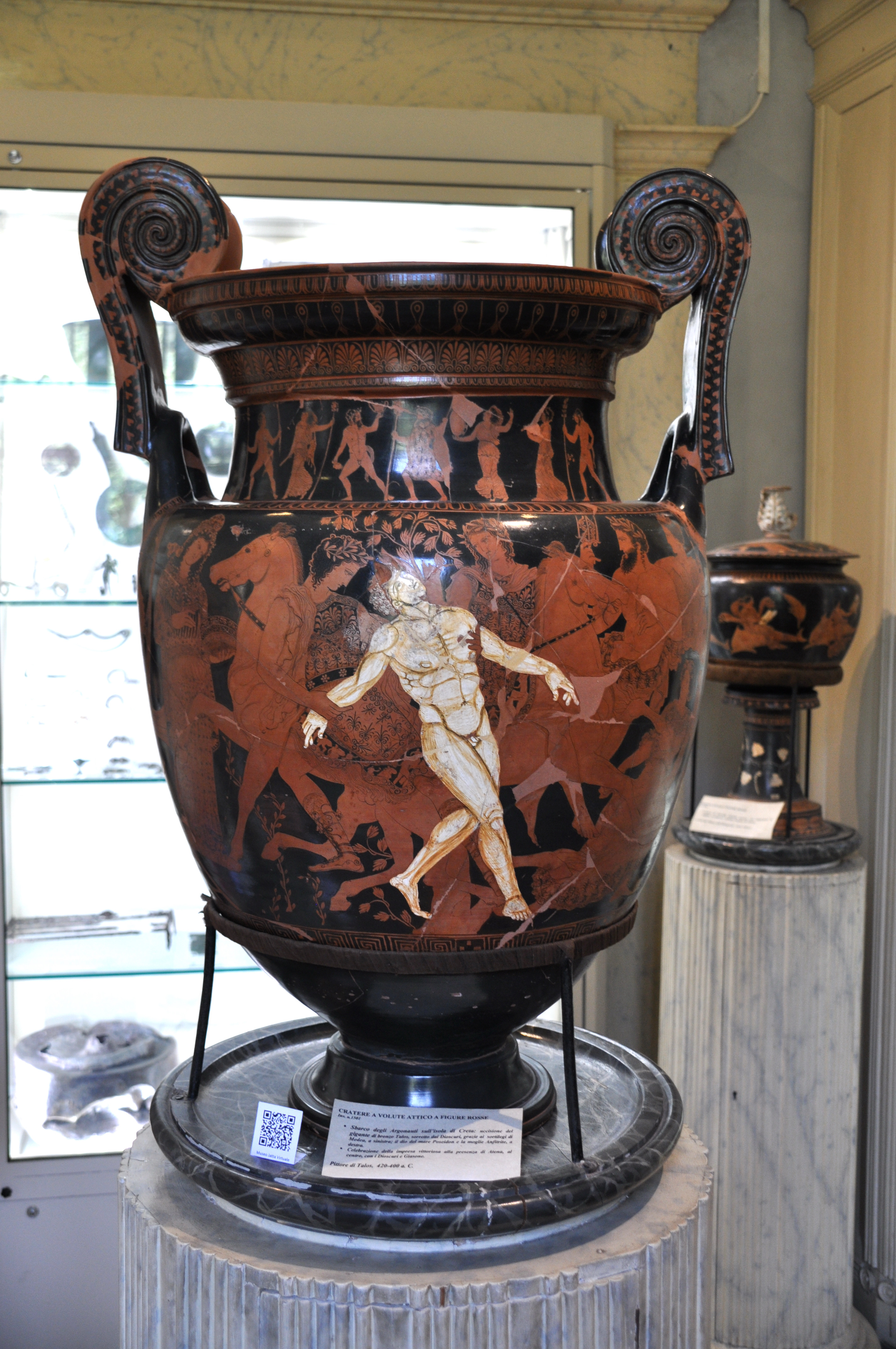
Cratère de Talos, exposé au Musée national Jatta à Ruvo di Puglia, peinture 430-420 avant J.-C..

On sait grâce aux découvertes dans les tombes des nécropoles de cette époque qu'il y avait une classe aristocratique importante. Cela est démontré par la présence de la vaisselle et des services utilisés pour les banquets dont les fameux « Rhyton » en forme d'animal. L'orfèvrerie retrouvée à Ruvo constitue une preuve irréfutable de la prospérité économique de la ville et de ses diverses influences (Athènes puis Tarente). Les tombes sont dotées de chambres avec des murs enduits et peints (« tomba a camera »). Les tombes des femmes sont remplies de bijoux en pierre précieuses (ambre, bracelets en or et pâte de verre), démontrant le rang et la classe des défuntes. On trouve également de riches tombes appartenant à des guerriers locaux vénérant leur mémoire et la valeur de leur campagne militaire.
Dans les nécropoles les plus monumentales et les plus décorées se trouve aussi des vases antiques représentant des scènes mythologiques, démontrant le rang des défunts. Ces vases ont été découverts lors de campagne de fouilles dans la période 1820-1840. Les fouilles ont attiré alors des collectionneurs de toute l'Europe. Sur place, de nombreuses familles, du noble au paysan, se sont mises à fouiller de manière illégale car les objets trouvés deviennent une source d'argent. Les bourbons commandent également des fouilles afin d'augmenter leur collection destinée au musée royal à Naples. Les pillages sont organisés en véritables petites entreprises. Cette période est décrite comme une période de « fièvre » archéologique où les nécropoles sont spoliées.
De nombreux exemplaires sont exposés à Ruvo grâce à la passion de deux frères d'une famille bourgeoise de Ruvo : Giovanni et Giulio Jatta. Ces derniers vont tenter de garder et de réunir un maximum d'œuvres au sein d'une collection privée qui deviendra bien plus tard le Musée archéologique national Jatta. Malgré tout, une quantité importante d'objets antiques ont quitté la région et sont désormais exposés dans les musées les plus célèbres du monde entier (British Museum de Londres, Le Louvre à Paris, Les musées antiques de Berlin, Karlsruhe et le Staatliche Antikensammlungen de Munich en Allemagne, L'Hermitage à Saint-Petersburg, Museum of Fine art de Boston, The Metropolitan Museum de New York, etc.). Un colloque international organisé à Paris en 2017 a tenté de refaire le point entre l'archéologie et le collectionnisme au XIXe siècle.
Dans son livre « Monografia di Ruvo di Magna Grecia » publié en 1875, Salvatore Fenicia restitue l'intérêt de nombreux archéologues pour Ruvo dont le célèbre James Millingen qui écrit à cette époque « Malgré le silence des Historiens à l'égard de cette ville, ses monuments qui y ont été découverts portent des témoignages incontestables de son opulence et du goût éclairé de ses habitants pour les beaux arts ».
Ruvo développe une grande vitalité culturelle, sensible à l'art figuratif, représenté non seulement dans les œuvres des scènes apuliennes et lucaniennes retrouvées en abondance dans les sépultures mais aussi dans la peinture funèbre dont la fameuse fresque de la tombe des danseuses « tomba delle danzatrici ».

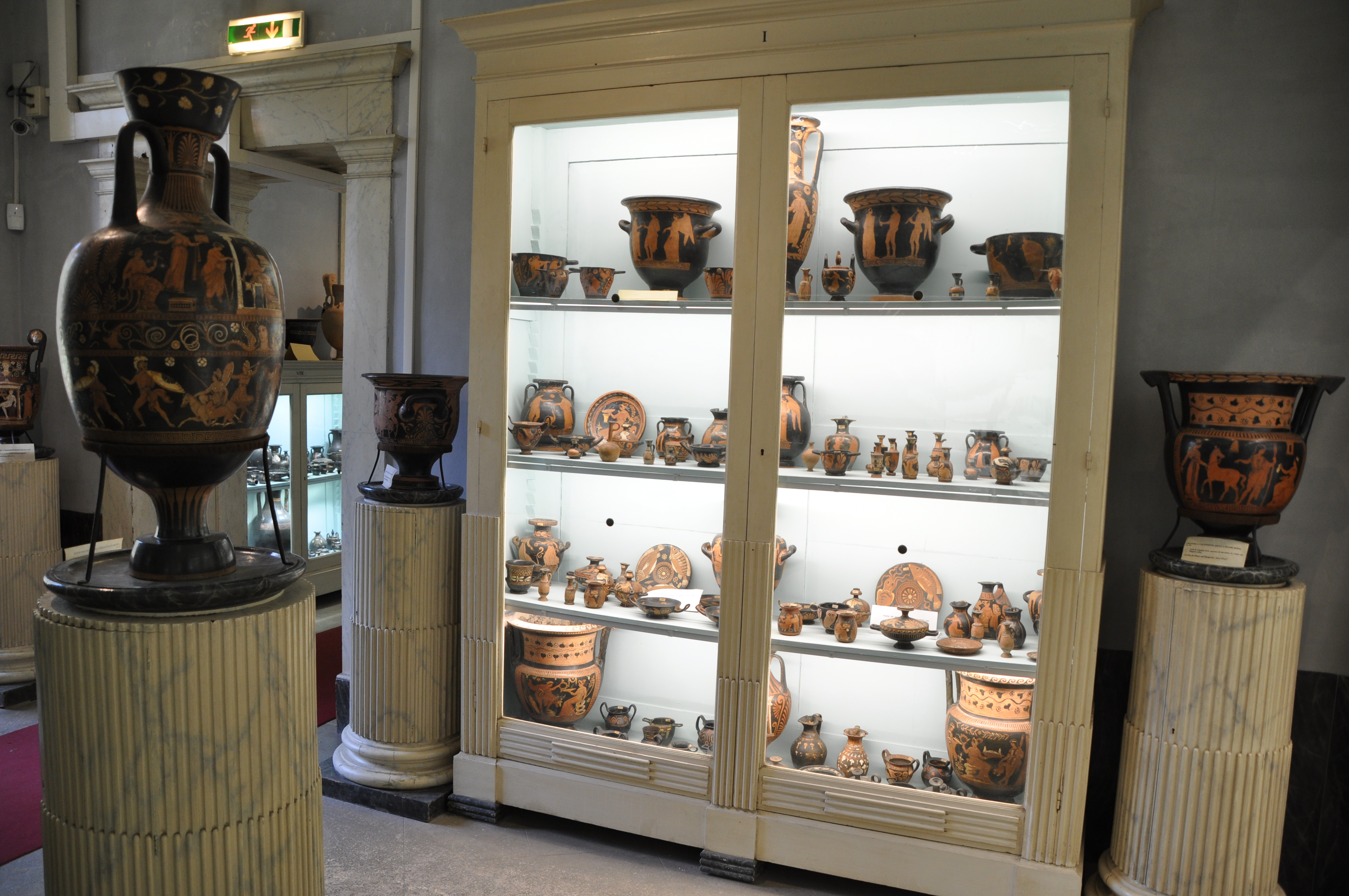
Museo Nazionale Jatta - Ruvo di Puglia.

Les peintres qui ont réalisé les décorations des vases étaient reconnus à l'époque comme des artistes. Les scènes peintes sur les vases démontrent que ces artistes étaient instruits de l'histoire, de la littérature et de la mythologie grecque. Cela démontre aussi que des écoles locales devaient enseigner la technique et l'art des maitres qui comme décrit plus haut, subirent d'abord l'influence stylistique d'Athènes puis de Tarente.
Ruvo di Puglia était donc une ville régionale très importante qui sera successivement dépossédée de son territoire originel au Moyen Âge avec la création de communes désormais voisines à Ruvo et qui sont aujourd'hui plus peuplées et plus dynamiques (Andria ou Barletta par exemple avoisinent les 100.000 habitants en 2017). Les constructions privées et publiques de l'époque grecque ont été détruites lors des invasions barbares de la fin de l'époque romaine et durant des raids meurtriers qui ont rasé la ville en 1350 lors de l'attaque de Ruggiero Sanseverino et en 1503 par les espagnols. Contrairement à certains vestiges encore visibles dans les cités de Métaponte ou de Tarente (colonnes de temples par exemple), les cratères antiques retrouvés dans les nécropoles sont les seuls vestiges de l'importance de la Ruvo sous influence grecque.

#### Rubi, la Ruvo romaine
Après la défaite de la guerre de Pyrrhus et la chute de Tarente face à la puissance nouvelle de Rome (282-272 av. J.-C), la période grecque dans les Pouilles se termine définitivement. Ruvo di Puglia est déjà sous influence romaine depuis 324 av. J-C et la ville renommée Rubi. L'importance de la ville à cette époque repose sur son rôle d'étape notamment pour les troupes militaires. Ruvo est sur la route qui relie Benevento à Brindisi, sur la via Minucia. Ruvo devient néanmoins une ville de seconde importance. Les témoignages archéologiques démontrent un appauvrissement des tombes qui ne sont déjà plus les œuvres monumentales de l'époque grecque.
Rome consent à Ruvo d'assumer une position privilégiée dans la nouvelle organisation territoriale et institutionnelle de la région, avec notamment une autonomie législative. Au Ier siècle av. J.-C. Ruvo devient « municipium ». La caractéristique principale de ces « municipes » était de se diriger elle-même. La population diminue mais l'organisation d'un peuplement en « municipium » demande une restructuration d'ordre sociale, économique et urbanistique. De nouvelles installations urbaines et de nouveaux édifices publics sont certainement nécessaires pour assumer cette nouvelle organisation. Sous la cathédrale de Ruvo et à proximité, sous la chiesa del Purgatorio, ont été découverts les restes d'une ancienne maison romaine (domus) et d'anciens systèmes de thermes d'époque impérial.
Une épigraphe romaine conservée au Musée Jatta confirme l'existence de murs (murum) et de tours de défense (89 avant J-C). Cela démontre le processus de restructuration qu'a connu la ville de Rubi. Il est probable que la muraille médiévale prend sa base sur cette ancienne enceinte romaine.
Ruvo reste importante avec la construction de la via Traiana. La Via Traiana réalisée entre 108 et 110 ap-JC sur l'ancienne Via Minucia va permettre de désenclaver l'Adriatique. Elle relie Rome à Brindisi, en parallèle de la Voie Appienne. Au Ier siècle av. J.-C., Ruvo est cité par le poète Horace et par le géographe Strabon selon leur périple le long de l'antique via Minucia. Pline l'Ancien cite le peuple des « rubustini » dans un ouvrage du Ier siècle après J-C lors d'un voyage sur la Via Traiana.

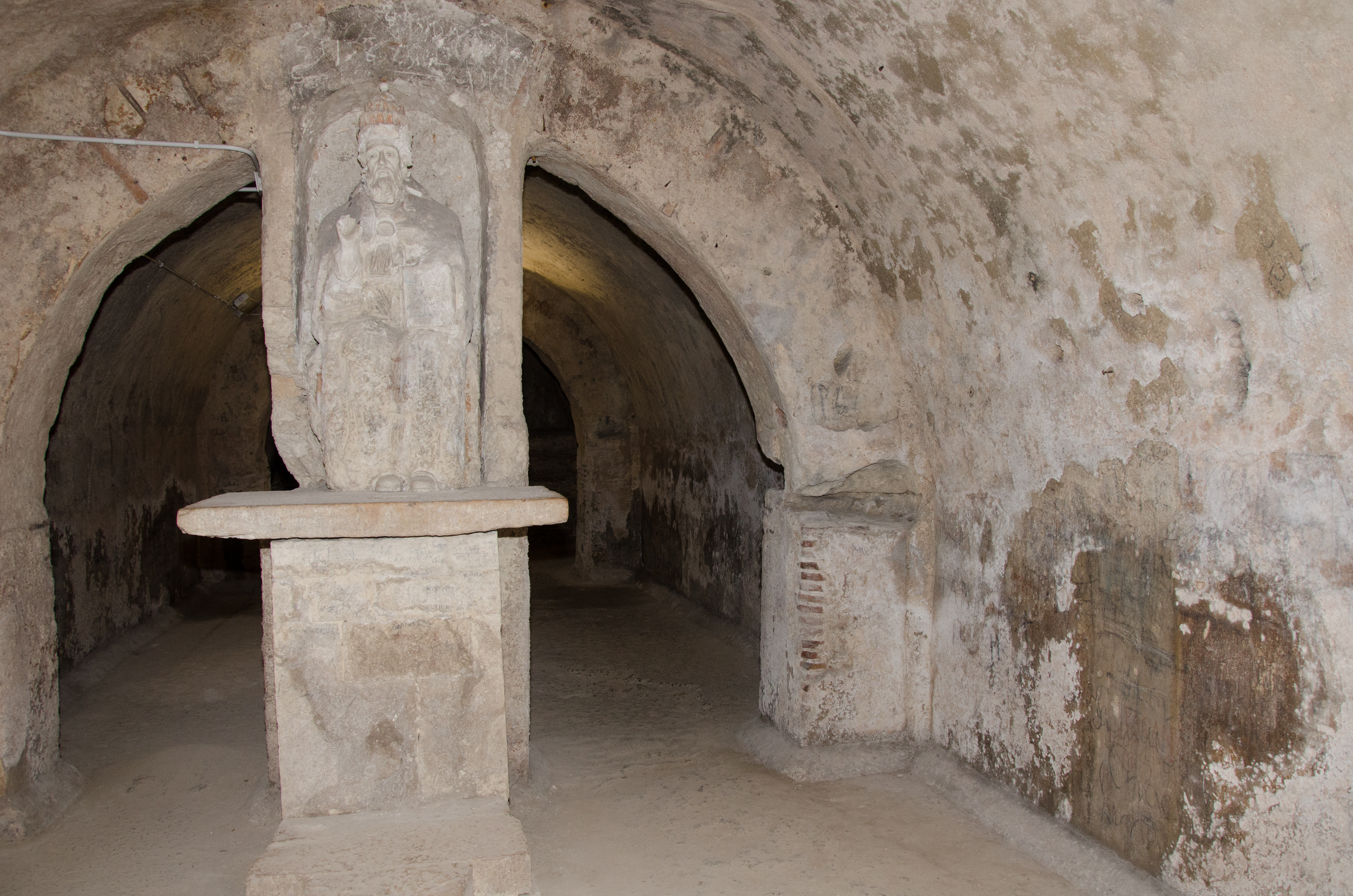
Grotte San Cleto sous la chiesa del Purgatorio à Ruvo di Puglia (citerne romaine).

En 44, la légende veut que le diocèse de Ruvo naisse sous l'influence de Saint Pierre.
La légende raconte que San Pietro (Pierre, l'apôtre de Jésus) serait venu à deux reprises à Ruvo en l'an 44. La première fois, il aurait converti quelques païens de la ville ; la seconde fois en fuite depuis Rome, persécuté par l'Empereur « Claudio », il reconvertit les mêmes fidèles qui étaient retournés à leur ancienne religion. Il aurait laissé comme premier évêque de la ville et de la région San Cleto (futur troisième pape à Rome), pour maintenir vivante la foi naissante de la communauté chrétienne.

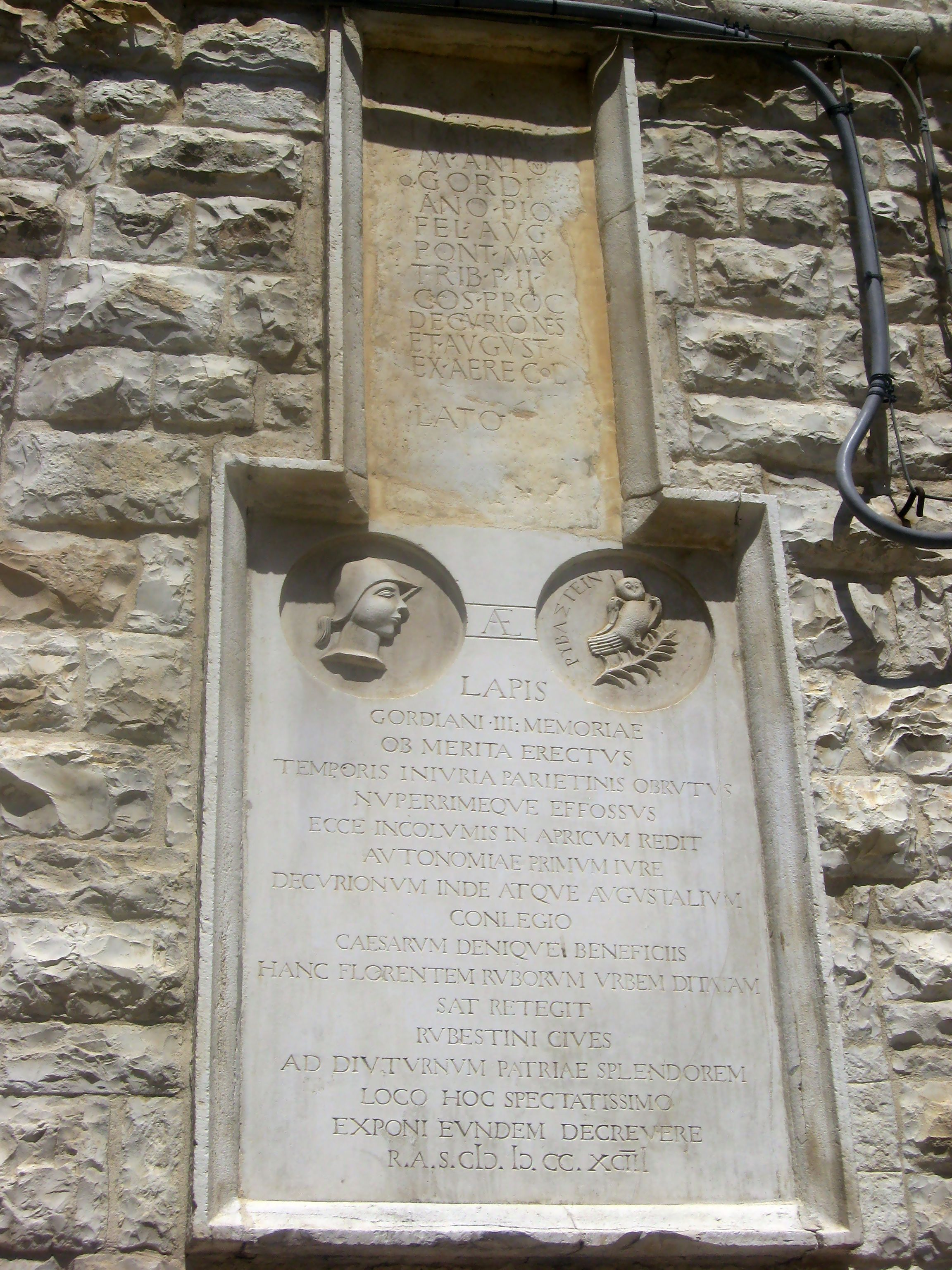
Inscription de Gordien III.

Les premiers chrétiens de Ruvo se réunissaient dans une ancienne citerne romaine qui servait de catacombe mais aussi de lieu de culte. San Cleto y aurait réalisé ses premières célébrations sacrées.
Ce lieu serait celui de la grotte San Cleto située sous l'église del Purgatorio. Il est démontré que cette grotte romaine intégrée dans un système d'anciens thermes romains est reliée à de nombreuses galeries et catacombes. Ces galeries permettaient de s'échapper car à l'époque les premiers chrétiens étaient persécutés. Dans ce lieu est également sculpté dans la pierre une statue de San Cleto avec un petit autel.
Sur la torre dell'Orologio, une pierre en hommage à l'Empereur romain Gordien III (238-244) est actuellement apposée. Elle faisait surement partie d'une ancienne statue en hommage à l'Empereur qui devait se trouver sur le forum romain de la ville, située au niveau de l'actuelle place : Largo Annunziata. Cette épigraphe témoigne de l'existence dans la Ruvo romaine du collège des Sodales Augustales (association créée par l'empereur Tibère pour présider au culte d'Auguste) et des officiers de l'armée, les décurions. Ces éléments confirment l'hypothèse d'une ville toujours florissante et peuplée.
En 382, Théodose le Grand fait du christianisme la religion d'État.
Au même moment, l'ager rubustinus (territoire de Ruvo) est réduit alors que Molfetta, Trani ou Bisceglie prennent de l'ampleur, coupant l'accès de Rubi à la mer.

### L'époque médiévale

#### Déclin et période d'invasions

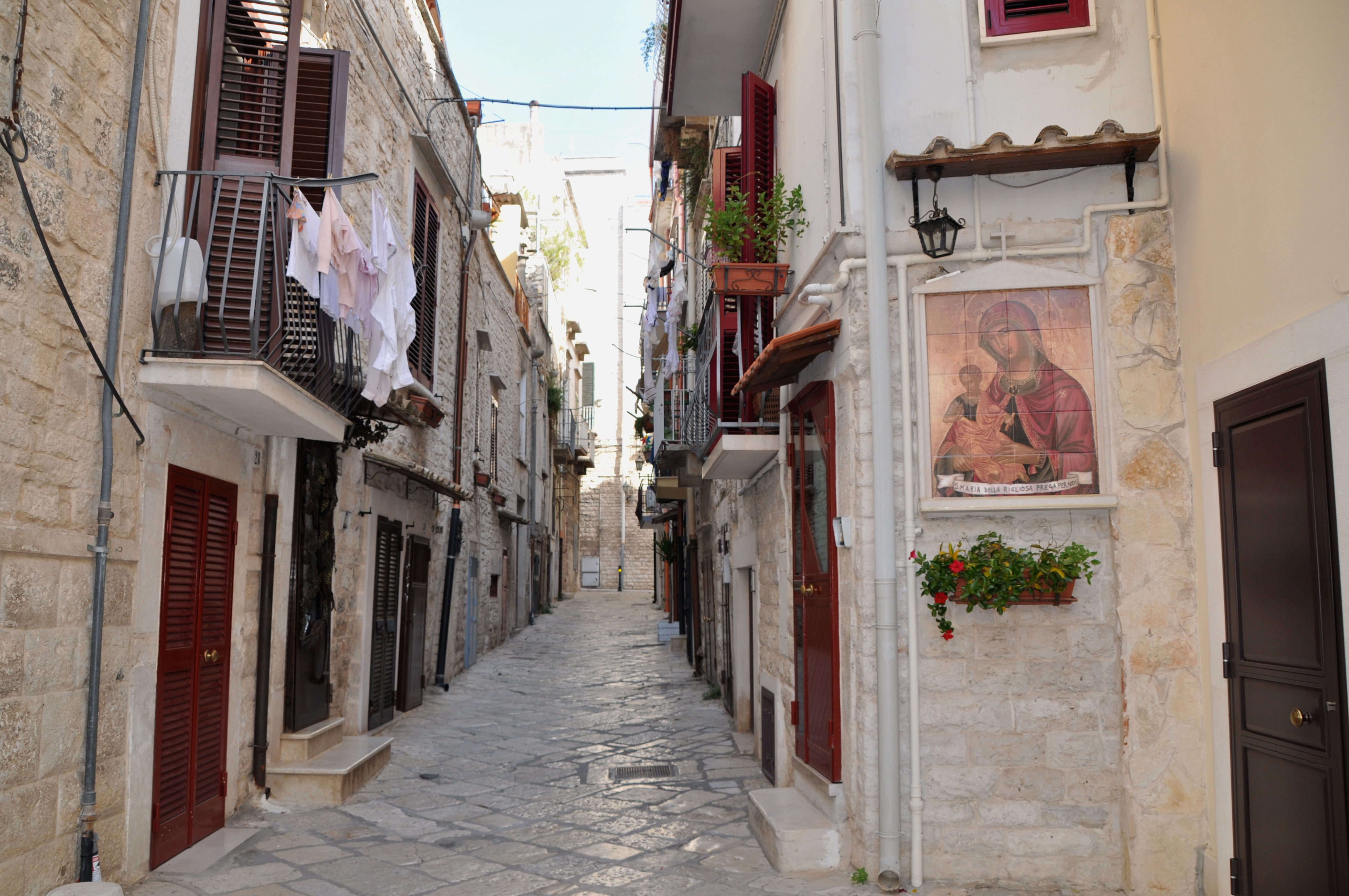
Via Rogliosa Ruvo di Puglia, une des plus anciennes rues de la ville.

Pour Ruvo, le Ve siècle signifie la fin de l'influence économique et politique de Rome. Ruvo souffre comme le reste de la péninsule des invasions des « barbares », les Goths rasent et mettent à terre la ville gréco-latine en 533, créant un cumul de décombres et de gravats qui fit augmenter la hauteur du sol d'environ cinq ou sept mètres. Rhyps, la Ruvo grecque disparaît sans laisser une ruine apparente.
Les survivants se déplacent en aval de la colline, sur le versant méridional, plus abrité et protégé des vents. Ce relatif déplacement vers le sud n'empêche pas la nouvelle cité de s'édifier sur d'anciennes nécropoles. En effet, dans les fondations et les caves de certaines anciennes maisons, on a retrouvé des tombes anciennes, par exemple Corso Cotugno.
Ruvo est conquise en 567 par un peuple venu de l'actuelle Hongrie : les Lombards.
En 841, Bari est prise par les sarrasins. En 857, c'est au tour de Ruvo d'être attaqué. Les maures s'installent près de l' actuelle église del Purgatorio et de la rue encore appelée Fondo Marasco (évolution de fondo moresco/propriété mauresque). Autour de la rue dénommée Via Purgatorio on trouve encore de nombreuses impasses, typiques de l'urbanisme d'Afrique du Nord importée par les sarrasins.
Pour éviter d'être pris au dépourvu devant les ennemis, les habitants de Ruvo dote la nouvelle cité médiévale de très hauts murs, équipés de tours carrées et de quatre portes: la porte Noé ou Noja (aujourd'hui Via Vittorio Veneto), Porta del Buccettolo (via Campanella), Porta del Castello (Piazza Matteotti) et Porta Nuova ou Sant'Angelo (Corso Piave).

#### Domination normande
Après l'an 1000, la région connaît un essor économique considérable. On construit de nombreuses églises et cathédrales. Les Pouilles sont sur la route de l'orient et les échanges sont nombreux avec la Dalmatie et l'Orient.
Ruvo et la région des Pouilles vont connaître la domination des Normands. En 1041 et 1053, les Normands prennent la Lucanie et les Pouilles. C'est l'avènement du royaume de Sicile ou royaume normand de Sicile sous le règne de la famille des Hauteville.

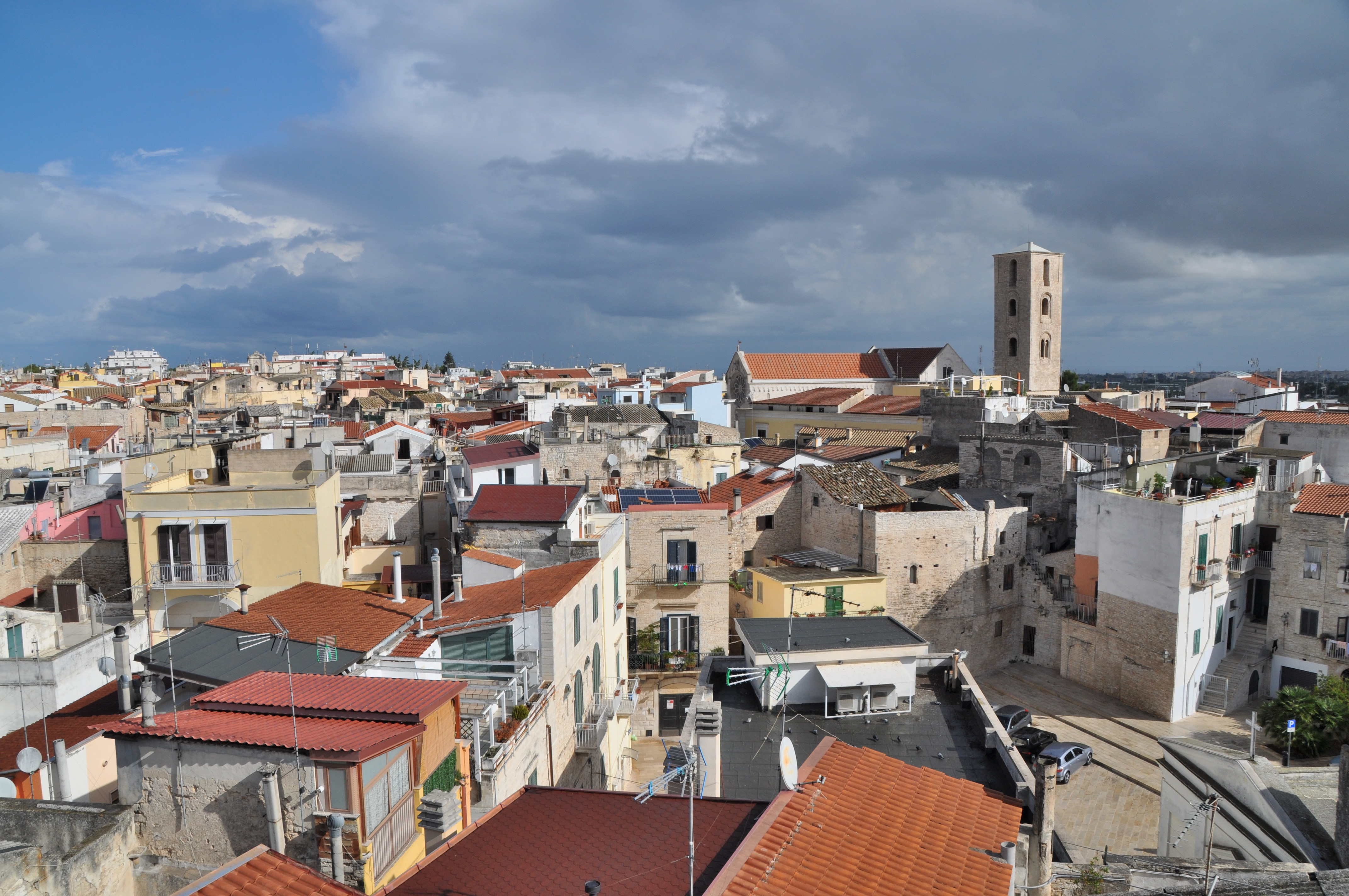
Ruvo di Puglia, vue depuis la tour de l'horloge (Torre dell'Orologio).

Au XIIe siècle, le comte de Conversano, le baron normand Tancredi forme une coalition avec d'autres barons de la région afin de se rebeller contre le roi Roger II de Sicile. Le roi Normand reprend en 1129 toutes les villes en révolte dont Ruvo, qui fut la seule à opérer une farouche résistance grâce à ses puissants remparts qui protégeaient la ville.
Selon la légende, Roger II prit conscience de la difficulté de conquérir Ruvo, ce qui le conduisit à ruser, en promettant certaines faveurs aux barons locaux qui finirent par trahir la ville.

#### Domination souabe
En 1194, la couronne du royaume de Sicile revient aux Hohenstaufen. De 1197 à 1250, Frédéric II de Hohenstaufen règne sur la région et le sud de l'Italie. Ce sera une période de richesse économique pour les Pouilles. On construit alors énormément dont de nombreux châteaux comme le célèbre Castel del Monte (situé à 18 kilomètres à vol d'oiseau de Ruvo). Cette période est également nommée la dynastie allemande des Souabes. C'est une période où l'art et la culture sont mis en valeur selon les souhaits du mythique Frédéric II.
Si c'est à l'époque normande que la cathédrale de Ruvo est commencée (sous la commande de Robert de Bassonville), elle sera terminée quelques dizaines d'années plus tard sous l'époque souabe, au début du XIIIe siècle.
La cathédrale est bâtie sur un ancien édifice de culte mais aussi sur une ancienne domus (maison romaine). Le parvis se trouve à un niveau inférieur de celui de la rue car le niveau de la ville n'a cessé de croitre sur le volume des gravas des anciennes maisons qui ont été détruites, à la suite des guerres et des tremblements de terre. La façade est de type roman apulien mais une rosace profile déjà le style gothique naissant. Le campanile date lui du IXe  ou  Xe siècle - avant la cathédrale - et était avant une tour de défense, ce qui explique qu'il n'est pas rattaché à la cathédrale.

#### Domination de laMaison d'Anjou
À la mort de Frédéric II, ses héritiers se déchirent. La maison angevine prend possession des Pouilles et du sud de l'Italie sous le commandement de Charles d'Anjou. Cependant, le nouveau pouvoir angevin doit faire face à un soulèvement populaire en Sicile appelé « les Vêpres sicilienne ». Le royaume de Sicile se divisent et l'Italie du sud continentale devient le royaume de Naples.
Les seigneurs de Ruvo se succèdent ensuite sous l'inféodation faite à la famille de Colant. La ville traverse une période de grande pauvreté, réduite à 23 feux ou foyers de familles. À cette époque, un conflit s'ouvre entre les Hongrois et la Maison d'Anjou. Jeanne Ire de Naples (plus communément appelée en France « La Reine Jeanne ») est mariée enfant à André de Hongrie pour des raisons politiques. Gazzone de Denysiaco, représentant féodal de la ville de Ruvo est accusé du meurtre de André de Hongrie. Louis Ier de Hongrie débarque en Italie pour venger la mort de son frère André et aussi annexer cette partie de l'Italie. Pendant ce temps, Jeanne Ire de Naples se marie avec Louis de Tarente, quitte l'Italie et se réfugie quelque temps en Provence avant de revenir réclamer ses droits sur les Pouilles. Elle est aidée par Roberto Sanseverino, fidèle à la Reine. Les villes des Pouilles dont Ruvo di Puglia sont alors possession des Hongrois. En 1350, Roberto Sanseverino, comte de Corigliano, débarque à Ruvo avec son neveu (Ruggiero) et une troupe de mercenaires. Malgré la résistance des hongrois retranchés derrière les fortifications, les troupes de Sanseverino parvinrent à rentrer dans la ville, pillant et rasant la cité dans un excès de violence,. Ruvo di Puglia redevient propriété de la Reine Jeanne. Face aux attaques récurrentes, les campagnes se vident, le hameau de Calentano est abandonné et les habitants se regroupent dans le centre urbain, derrière les murs fortifiés. Ce fut probablement à cette époque que fut nécessaire la construction d'une très haute tour de 33 mètres de haut, dite « torre del Pilota », à proximité du château. Sa base couvre la partie elliptique représentée Piazza Matteotti.

#### Domination aragonaise et espagnole
En 1442, le roi Alphonse V d'Aragon s'empara du royaume de Naples ainsi que de la Sicile. Les Pouilles dépendèrent alors de la Couronne d'Aragon. La maison d'Anjou essaiera alors sans relâche d'en reprendre possession. Le combat mené par la maison d'Anjou, puis les rois de France sur l'Italie dont en premier lieu le royaume de Naples se nomme les guerres d'Italie. Cette suite de conflit marqua le début d'une longue décadence vis-à-vis du reste de la péninsule. Dans le conflit entre les français et les aragonais puis les espagnols (union de la couronne d'Aragon avec la Castille), la région s'appauvrit et la population diminua. En 1499, la ville appartenu à l'espagnol Galzarano de Requesens.

En 1501, durant les guerres d'Italie, le roi de Castille et d'Aragon Ferdinand II conquit Naples et son territoire dont les Pouilles.

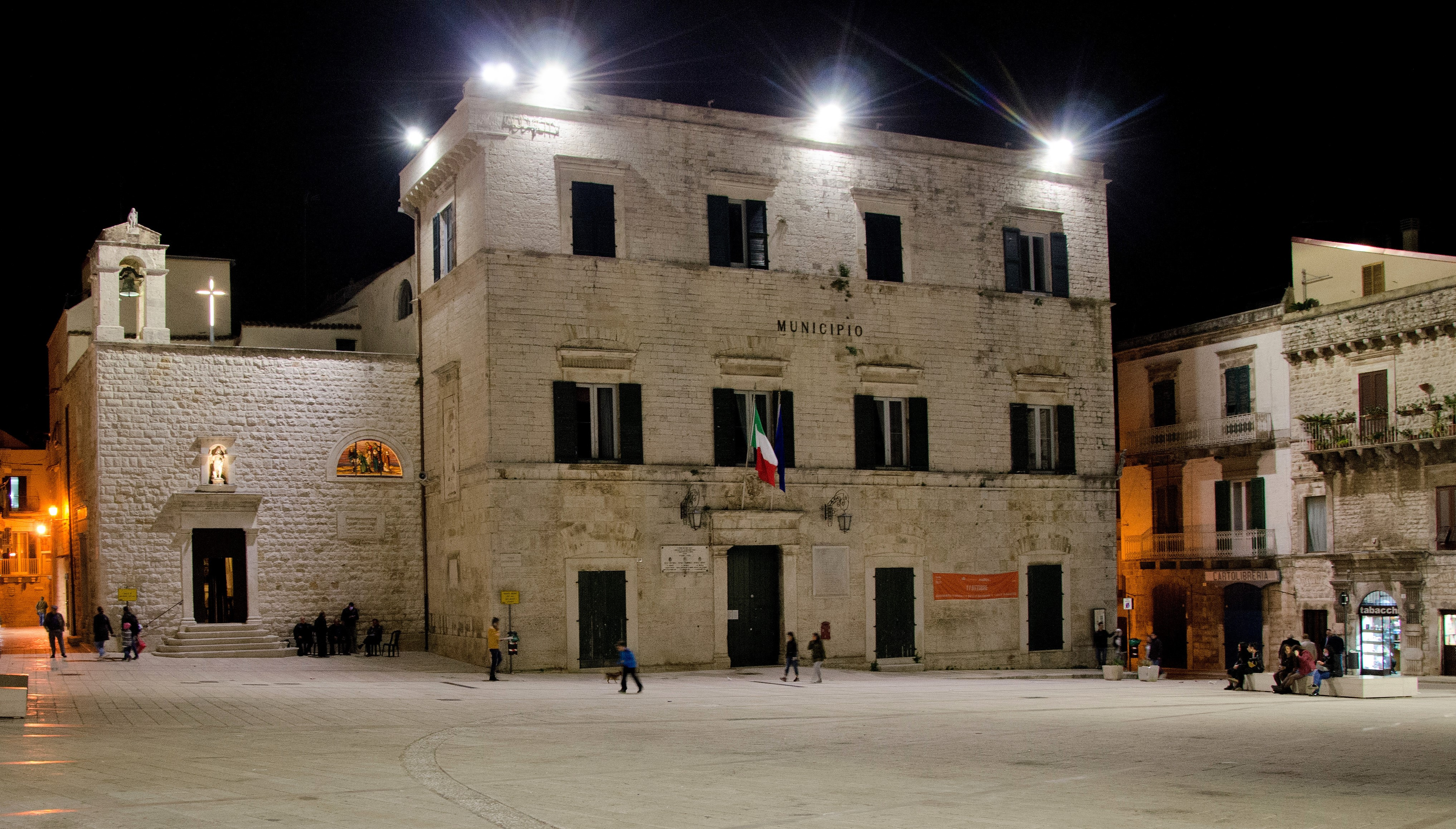
Le Palazzo Avitaja -1584- (actuelle Mairie) et la petite église San Rocco.

En 1503, l'église San Rocco fut construite par la population à la suite de l'épidémie de peste qui frappa la ville. La tradition veut que San Rocco soit apparu, déguisé en vagabond, dans les jours qui suivirent l'épidémie, demandant à l'évêque de Ruvo et au premier magistrat de prier. Les habitants de Ruvo érigèrent en signe de gratitude une église et Sant Rocco devenu leur Saint Patron.
Ruvo se retrouva impliquée dans la troisième des onze guerres d'Italie (1501-1504). Durant le conflit avec les espagnols, les français s'établirent à Ruvo sous la houlette de Louis d'Armagnac, Duc de Nemours, entouré d'autres français tel que Charles de Torgues et Jacques de La Palice.
C'est après une messe dans l'église San Rocco que partirent les cavaliers français pour combattre lors du célèbre défi de Barletta. 
Ce duel, surnommé le défi de Barletta, eut pour origine la moquerie de chevaliers français (pourtant prisonniers des espagnols) qui insultèrent des italiens de lâche. Les espagnols décidèrent alors de réaliser un duel à cheval pour départager les français et les italiens. Il fut décidé de faire affronter en terrain neutre 13 cavaliers français contre 13 cavaliers italiens.
Les italiens gagnèrent et l'histoire retiendra notamment un cavalier, érigé ensuite en héros national : Ettore Fieramosca. Cette victoire eut un retentissement important car à cette époque la France représentait une nation fière et forte alors que les peuples italiens souffraient de complexe d'infériorité face aux grandes puissances européennes. Chaque année au mois de septembre, ce duel fait encore l'objet d'une reconstitution historique avec acteurs et figurants.
Dans la nuit du 22 et 23 février 1503, durant l'absence du Duc de Nemours, la ville fut confiée au commandement de Jacques de La Palice et subit une attaque nocturne de la part des espagnols. Gonzalo Fernández de Córdoba (Gonzalve de Cordoue) saccagea et détruisit entièrement le centre urbain de Ruvo, produisant une telle quantité de ruines que le sol augmenta encore d'un mètre environ. Après ce combat, l'armée espagnole se retira rapidement vers Barletta pendant que Louis d'Armagnac se porta sur Ruvo pour secourir les Français.

### Le règne féodale des Carafa (1510-1806)
En 1510, le fief comtale de Ruvo a été vendu par Isabella de Requesens au cardinal Oliviero Carafa, qui l'acquit par son frère Fabrizio, et réunit le comté de Ruvo au Duché d'Andria en 1522. Avec l'arrivée des Carafa, les plus anciennes familles patriciennes (classe supérieure et ancienne) disparurent, quittant la ville. Ruvo fut laissée aux mains de la maison napolitaine et des familles nobles émergentes.

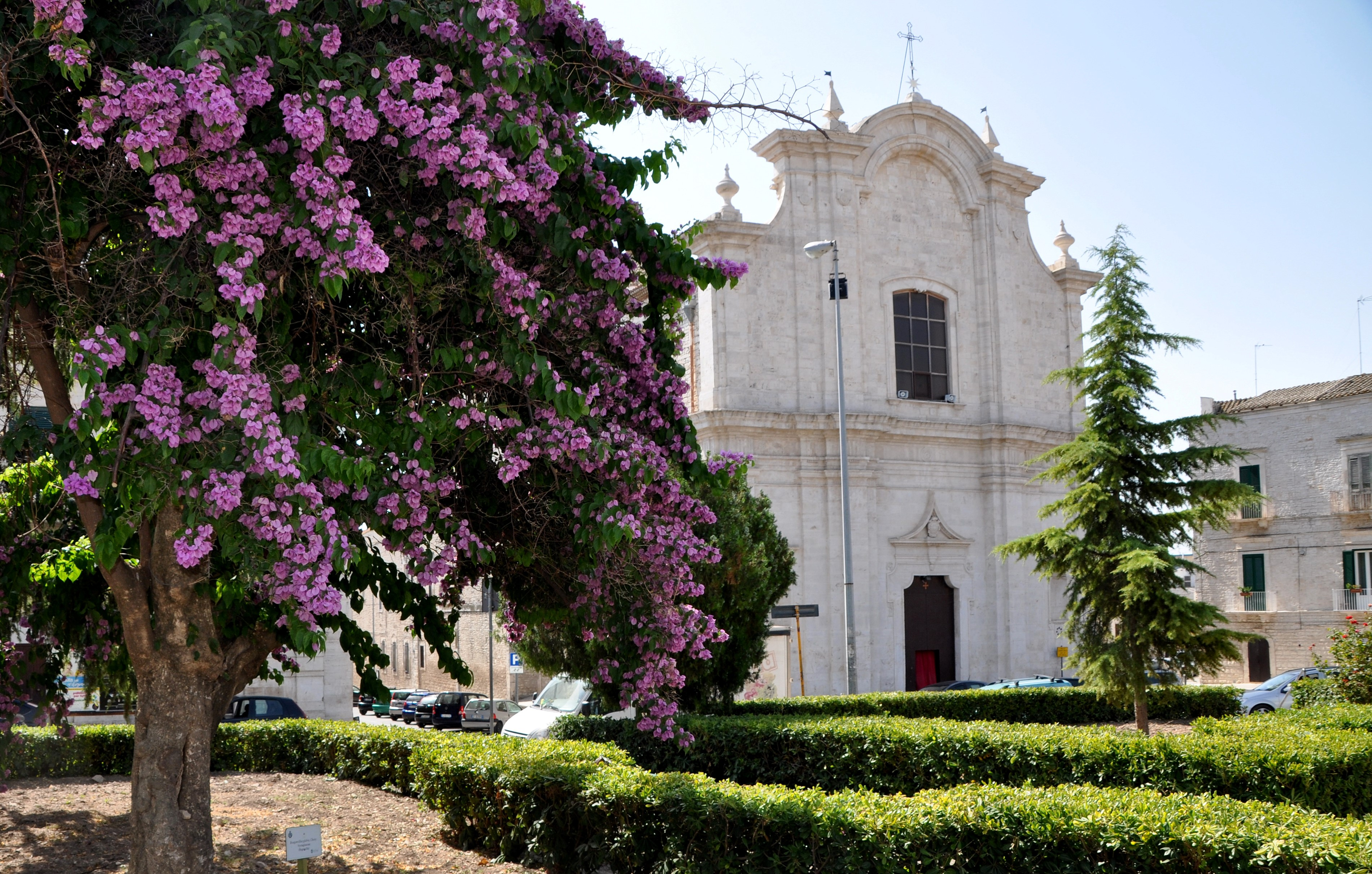
La chiesa San Domenico à Ruvo di Puglia (1560) depuis la Piazza Bovio et ses très anciens bougainvilliers.

Si pendant près de deux siècles Ruvo connut une période de paix, la nouvelle maison dirigeante régna d'une main de fer sur la population. Comme de nombreux régimes féodaux de l'époque, la famille Carafa prit soin de nommer elle-même de nouveaux élus pour la ville, transformant la « Torre del Pilota » en prison pour les opposants, embauchant une garde rapprochée d'hommes de main. La famille Carafa se servit des dernières familles nobles restées en ville pour faire pression et permettre aux « locati » (propriétaires de troupeaux) des Abruzzes de faire la transhumance dans la campagne de Ruvo. La pression de la classe dominante noble et latifundiste sur la population rurale modifia les rapports des travailleurs avec la terre ; ils n'en sont plus propriétaires mais désormais locataires pour le compte des familles puissantes ou de l'église.
À cette période les Espagnols introduisirent le régime de la « Dogana delle Pecore », véritable institution juridique qui permet de récolter une taxe sur le travail des bergers. Cette institution basée à Lucera puis Foggia autorisa surtout les bergers de régions voisines (Abruzzes principalement) à venir dans les Pouilles l'hiver, par le biais de chemins bien définis, les tratturi. Plusieurs passages de tratturi traversent le sud de Ruvo di Puglia.
La stabilité politique de cette époque permit une augmentation de la population, de 576 feux/foyers en 1532 à 1571 feux en 1595.
Cette période favorable du point de vue socio-économique vit également un développement de la construction, tant civile que religieuse, plusieurs palais surgirent de terre (palazzi nobiliari) appartenant aux familles Griffi, Avitaia, Pirlo-Rubini, Caputi et Rocca (plus tard, le palais a été acquis par la famille Spada). Ces palais exprimaient l'influence et la bonne situation économique de ces familles. Des édifices religieux furent également construits comme le monastère de San Domenico et le couvent des Capucins. Lors du règne féodal des Carafa à Ruvo, seuls les groupes aristocratiques et le clergé dirigés par l'évêque bénéficiaient d'une certaine qualité de vie. C'est à cette époque que furent fondées les confréries religieuses qui encore aujourd'hui défilent lors des processions religieuses de la Semaine Sainte.
Par la suite, Ruvo di Puglia va traverser une période difficile à la suite d'événements extérieurs. Tout d'abord, pour une ville agricole comme Ruvo, les hivers froids de ce qui est défini comme le Petit âge glaciaire dont particulièrement 1565 conduit à des périodes de famine. Les tremblements de terre n'épargnèrent pas Ruvo di Puglia, qui n'est pourtant pas à proprement parler dans une zone sismique forte; à ce titre on peut citer notamment un important séisme de magnitude 6.7 en 1627 à San Severo (environ 110 km). Enfin et surtout, un épisode de peste ravage la population en 1656. La population passa de plus de 5800 à 700 habitants.

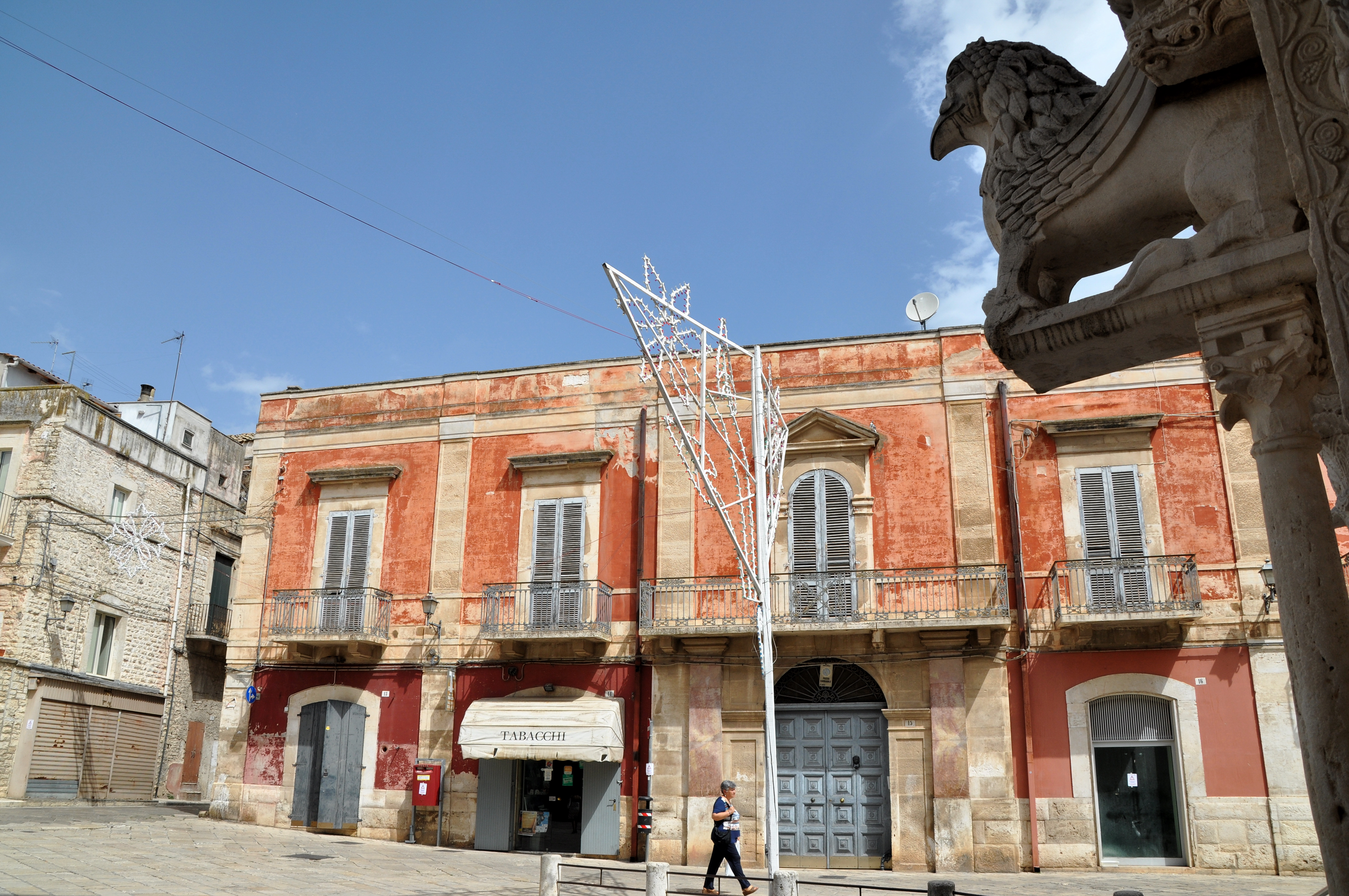
Palazzo Pirlo Rubini à Ruvo di Puglia (1610).

#### La fête patronale de la ville: «festa maggiore patronale dell'Ottavario»
Au XVIe siècle fut fondée la « festa maggiore patronale dell'Ottavario ». Selon la tradition il est écrit que le comte de Ruvo, Ettore Carafa I, entra dans la ville, après une partie de chasse alors que la procession du « Corpus Domini » était en train de défiler. Sans se soucier des évenements, il traversa le cortège, en le divisant en deux blocs, la population fut indignée et se mit en colère, pesta contre le comte et fut même prête à le lyncher mais alors que la procession se rapprocha, le cheval d'Ettore Carafa s'inclina en signe de révérence et de respect, faisant tomber le comte. Surpris de l'incident et au vu de la situation : à terre devant la foule, Ettore Carafa I décida de répéter la fête, huit jours plus tard (d'où le nom de Ottavario), de manière plus luxueuse, en proposant de tenir lui-même l'ombrelle lors des bénédictions, instituant ainsi la « processione dell'Ottavario ».
Aujourd'hui, la fête patronale de Ruvo a lieu chaque année en juin en hommage à cet événement sous le nom de fête patronale dell'ottavario del Corpus Domini. Elle est depuis quelques années accompagnée d'une reconstitution historique : « Ruvo, Carafa e la leggenda ».

### Les émeutes libérales et il «Risorgimento» italien
Au début du XVIIIe siècle, à la suite de la guerre de Succession d'Espagne, le royaume de Naples devient possession de Charles III de Habsbourg. En 1735, les deux royaumes passèrent sous la dynastie des Bourbons d'Espagne portée par Charles III d'Espagne.

En janvier 1799, Naples est occupée par l'armée française d'Italie et la République parthénopéenne est proclamée à Naples par des jacobins napolitains qui souhaitent en faire une république sœur de la Première République française. L'armée française chasse Ferdinand 1er de Bourbon en Sicile. Au même moment, en conflit avec Napoléon, la flotte britannique s'empare de Malte et de Minorque. Ruvo di Puglia, encore sous la domination féodale de la famille Carafa, est touchée par la vague révolutionnaire. On hisse sur la tour de l'horloge le drapeau tricolore et un arbre de la liberté (un cyprès) est plantée sur la place principale. Au même moment apparaît depuis la Calabre une révolte populaire, royaliste et catholique, le sanfédisme, dirigée par le cardinal Ruffo et soutenue par la Grande-Bretagne. Alors que la marine anglaise est proche et que se répand la rumeur que les Anglais bombardent toutes les villes ayant plantées l'arbre de la liberté, la population s'empresse de démolir le cyprès et attaque les jacobins. La ville tombe ensuite dans l'anarchie entre Sanfédistes et jacobins.

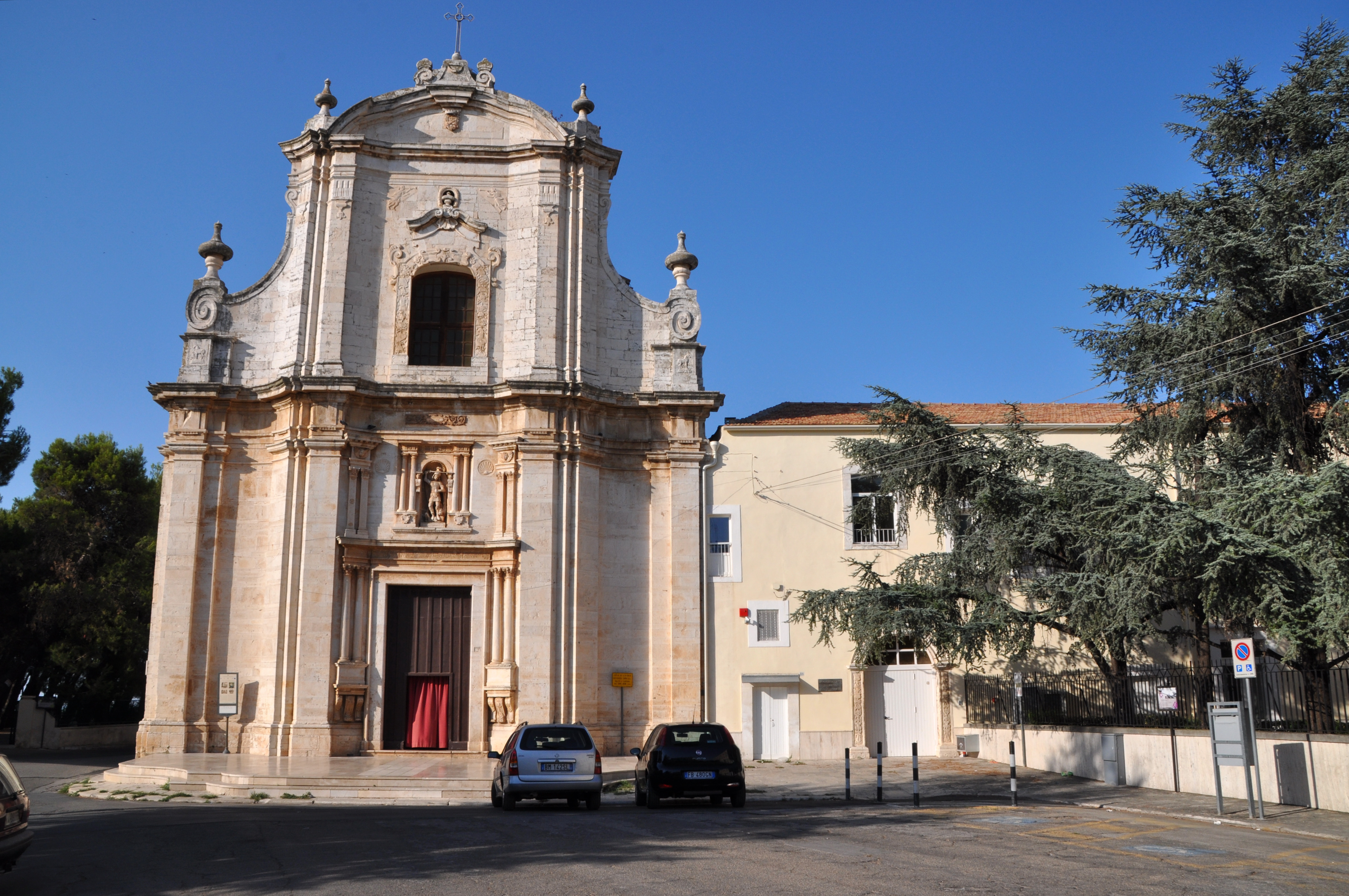
Église baroque de San Michele Arcangelo à Ruvo di Puglia (1785) sur le site de la Pineta.

À Ruvo, deux personnages émergent dans ce conflit : le comte Ettore Carafa IV et le magistrat Giovanni Jatta, deux hommes aux idéaux complètement différents. Ettore Carafa IV est un noble mais il prône les idées révolutionnaires. Giovanni Jatta est un avocat aux idées libérales, opposé au régime féodal.
Le cardinal Ruffo, aidé par les forces navales britanniques, permet de mettre fin à l'éphémère république de Naples qui tombe le 13 juin 1799. Carafa fut condamné à mort le 2 septembre 1799. Giovanni Jatta fuit en exil en Suisse, chassé par les Bourbons qui reviennent au pouvoir.
En 1805, Joseph Bonaparte, frère de l'empereur Napoléon Ier, revient et envahit l'Italie du Sud et en 1806, il devient roi tandis que les Bourbons et Ferdinand Ier se maintiennent en Sicile. En 1806, la féodalité est abolie. Joachim Murat succède à Joseph Bonaparte.
En 1815, Joachim Murat est chassé du trône par l'empire d'Autriche et Ferdinand redevient maître du royaume de Naples. Le souverain maintient une grande partie des réformes faites par les Français. En revanche, l’Église reprend un poste de premier plan sur la scène politique.
La féodalité étant abolie, le règne de la famille Carafa prend fin. Giovanni Jatta revient à Ruvo mais se retire de la vie politique. Il est alors contaminé par la fièvre archéologique de Pompei et d'Herculanum. Les circonstances faisant que Ruvo, sa ville natale, soit aussi riche archéologiquement, l'entrainent à devenir un collectionneur passionné. Il met sa fortune et son temps au service d'un patriotisme qui se voulait une réaction à la dispersion des œuvres à l'étranger. Son frère Giulio Jatta et lui se lancent alors dans un projet de palais-musée. À la mort des deux frères, les œuvres faillirent partir à Naples mais la veuve de Giulio Jatta réussit à les maintenir sur place. Ce sera le fils de Giulio, Giovanni Jatta Junior (1832-1895) qui concrétisera le projet de son oncle et de son père.
La restauration des Bourbons du royaume des Deux-Siciles n'a pas arrêté la progression des idéaux progressistes et libérales qui avaient commencé à se diffuser. Peu à peu se fonde une société secrète, nommée le carbonarisme, dont les buts sont, en premier lieu, la ratification d'une constitution par le roi mais également, par la suite, l'unification de l'Italie. La plupart des nobles et des bourgeois qui ont soutenu les Français du royaume de Naples napoléonien y adhèrent. Malgré la dissolution de cette société secrète en 1821 par Ferdinand I, les partisans de ce mouvement ont poursuivi leurs activités clandestinement dans les maisons des libéraux et dans les masserias de Ruvo. Le personnage principal fut sans aucun doute Francesco Rubini, qui a également rejoint le mouvement « Giovine Italia », salué par Giuseppe Mazzini et Giuseppe Garibaldi.
1861 : Victor Emmanuel II est proclamé souverain de l'Italie unifiée.

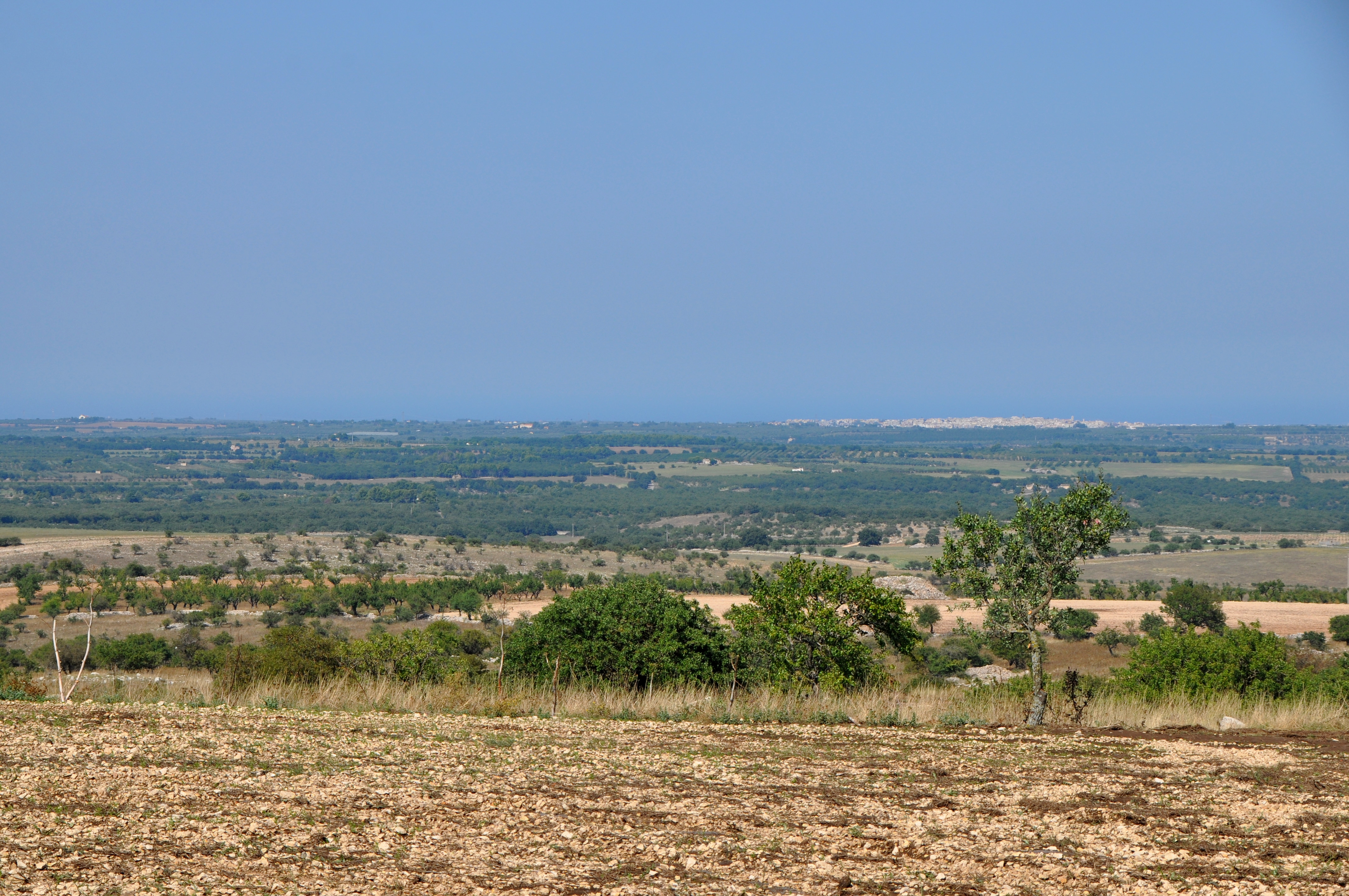
Ruvo di Puglia depuis la Masseria Coppa.

### De 1861 au progrès industriel
Dans la période post-unification Ruvo a connu une période de croissance. Le progrès est marqué par la construction de voies de communication telles que des voies ferrées et de nombreuses routes qui mettent la ville en contact avec le reste de la région.

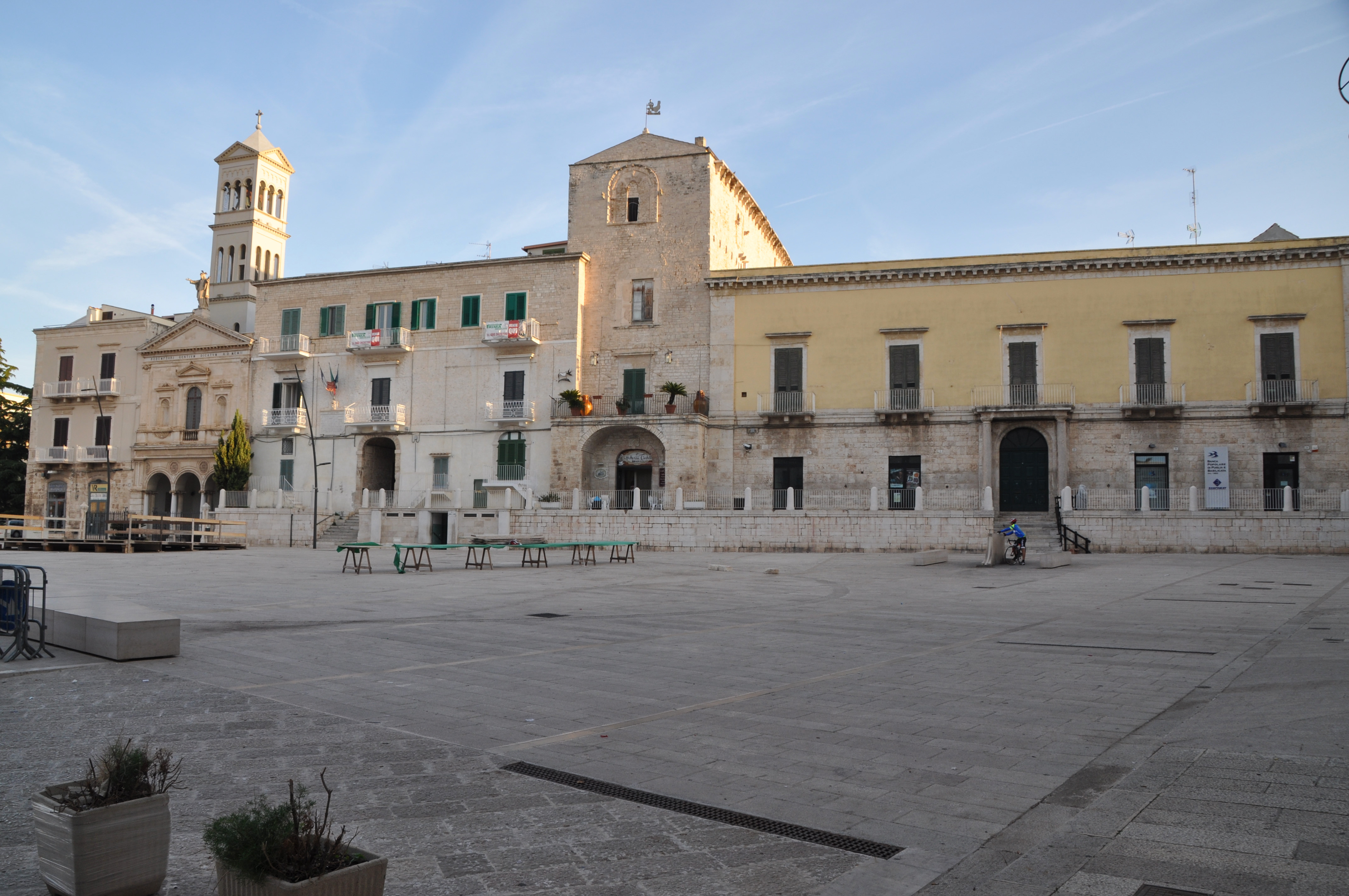
La Piazza Matteotti à Ruvo di Puglia avec à gauche la Chiesa del Redentore (1902), les restes de l'ancien château médiéval (au centre) et à droite le Palazzo Melodia construit sur les anciens jardins du château. Au centre se trouvait la « torre del Pilota ».

Les différentes terres agricoles qui étaient jusqu'alors exploitées selon une agriculture extensive de type latifundia, sont divisées et cultivées en champs de vignes, d'oliviers et d'amandiers. Avant 1860, seul un rayon de 4 ou 5 kilomètres autour des villages était affecté à ce type de culture. Tout le reste était dévolu aux grandes propriétés centrées autour des masserias, ces grandes fermes gérées pour le compte des propriétaires terriens, faisant travailler de nombreux travailleurs agricoles (les « braccianti »). La société agricole inventa à cette époque le bail à longue échéance ou longue durée. Ces baux ont fait disparaître les « massarie da campo » et les « terres désertes et incultes sont devenues des jardins, des plantations de vignes, d'amandiers, d'oliviers ».
La population augmente rapidement et l'urbanisme de la ville change radicalement. Au début du XIXe siècle, les remparts et les tours d'entrées de la ville sont détruites, ne laissant debout que deux tours (« i torrioni » Via Fornello et Via Rosario), car les murailles n'ont plus d'utilité défensive. Par ailleurs, face au développement urbain qui commencent à se réglementer, les murailles sont contraires aux principes hygiénistes de l'époque.
Les axes sont élargis sous la forme de boulevard large et dans une trame urbaine nouvelle de type circulaire comme d'autres villes voisines (Corato, Andria, etc.). La vieille ville est ceinturée de boulevards dénommés Corso ou Stradone.
Jusqu'en 1861, la torre del Pilota était restait intacte. Elle fut achetée par la ville qui la rénova et supprima le rempart qui l'entourait pour la convertir en bureau télégraphique. Cependant, l'élimination du rempart déstabilisa la tour qui s'effondra, le 18 février 1881, sans faire de victimes. Durant la même année, le « ferrotramviaria » commença à fonctionner, permettant la communication avec les territoires voisins.
Un an seulement plus tôt, Ruvo était équipé de tramway à vapeur, permettant de connecter la ville avec Bari et Barletta.
L'électricité arriva en 1905 et il fallut attendre 1914 et les travaux de l'aqueduc des Pouilles pour avoir l'eau publique.
Durant la première guerre mondiale, 367 ruvestini (habitants de Ruvo) furent tués. Un hommage leur est dédié Piazza Bovio avec un monument aux morts.
Durant l'époque fasciste, des grands travaux furent mises en œuvre comme l'asséchement des zones humides au sud de la ville.
En 1938, un réseau d'égout est également mis en service.
Après la seconde guerre mondiale, outre la période de croissance économique qu'a connu l'Italie et Ruvo, la ville s'est fait connaître grâce à l'œuvre de Domenico Cantatore.
Ce peintre est contemporain de Pablo Picasso, Amedeo Modigliani ou Henri Matisse qu'il rencontra lors de sa période parisienne. Actuellement, les œuvres de ce peintre sont exposées dans un musée créé dans l'ancien couvent des Dominicains à Ruvo di Puglia (derrière l'église San Domenico). Ce lieu d'exposition se nomme « Pinacoteca Comunale di arte contemporanea » et se situe viale Madonna delle Grazie.

## Ruvo aujourd'hui, profil économique

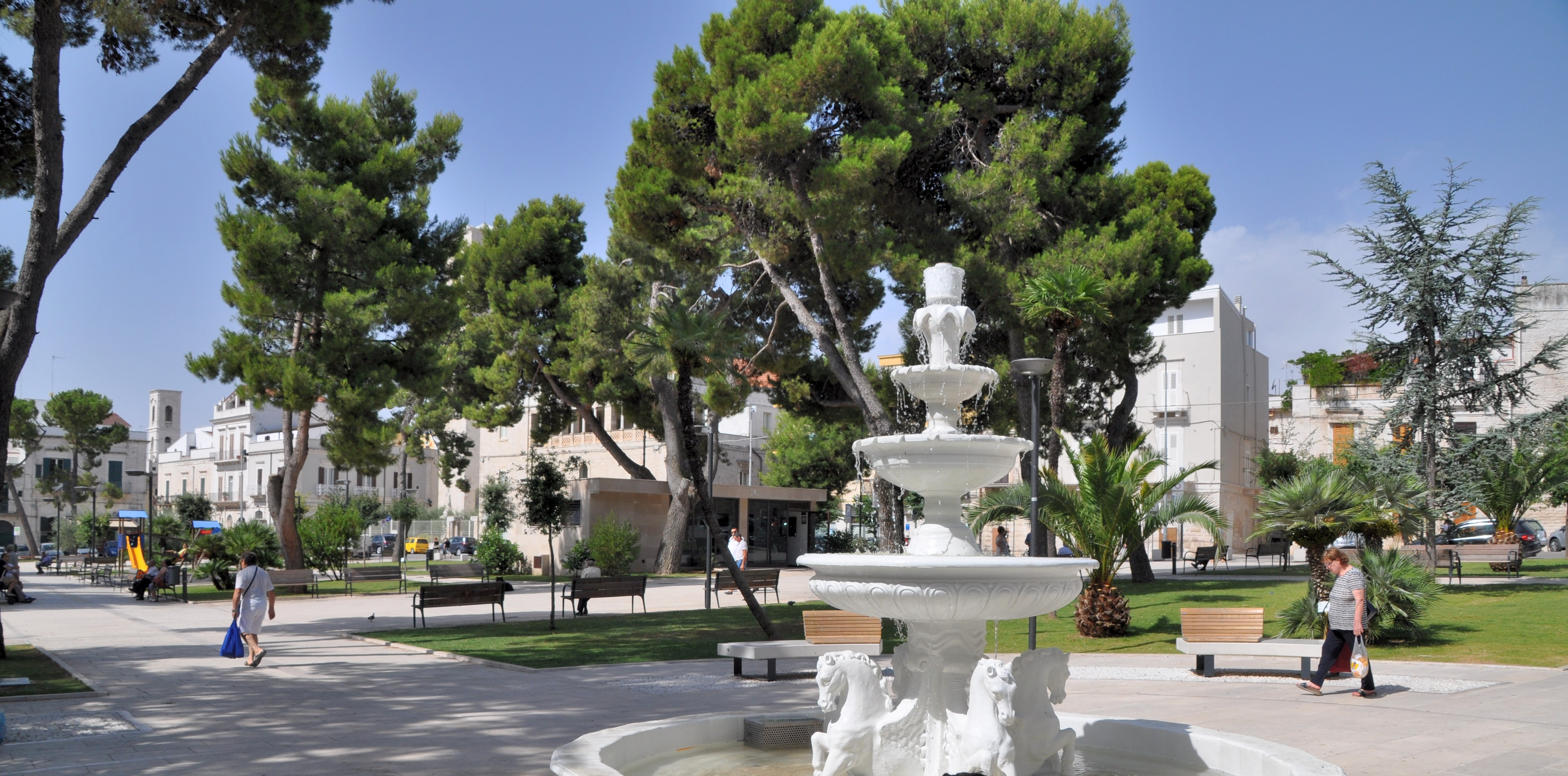
La Piazza Dante à Ruvo di Puglia.

Ruvo est raccordé par la SP231 (2x2 voies entre Corato et Bari) à l'agglomération de Bari. L'autoroute A14 se trouve à quelques kilomètres grâce aux entrées/sorties de Corato et Telizzi.
Ruvo est à 50/55 minutes en train de Bari. Il s'agit de la ligne de train Barletta/Bari (ligne FR1 et FR2 du réseau de la Ferrotramviaria). Cette ligne propose désormais une liaison directe entre Ruvo et l'aéroport international de Bari (35 minutes).
Ruvo se situe également à 15 kilomètres de la très importante zone commerciale de Molfetta qui comprend l'hypermarché Hypercoop et son centre commercial avec plus de 110 boutiques (Gran Shopping Mongolfiera). Autour, on trouve d'autres magasins (bricolage, décoration, etc.), un parc d'attractions qui est le plus grand de la région des Pouilles (Miragica) mais surtout le « Molfetta Outlet Village » encore appelé « Fashion District » où se concentrent près de 140 boutiques et enseignes internationales destinées à un public plus large.
La ville reste aujourd'hui tournée vers l'agriculture qui représente une part importante de son économie. La production est majoritairement céréalière ou fruitière. En raison d'un sol pauvre en eau, la culture maraichère reste minoritaire. On peut citer la production de vin (AOC Castel del Monte, Moscato, Nero di Troia, etc.), de miel, d'amandes et surtout d'huile d'olive extra vierge. À Ruvo, on dénombre plus de 4500 entreprises agricoles répartis sur plus de 15 000 hectares. Il s'agit de très petites structures d'entrepreneur propriétaire qui sont difficilement assimilable au terme d'entreprise agricole.
Entre 1997 et 2007, la culture de la vigne a été multipliée par trois (élargissement est-ouest de la zone située au sud de la ville). Les vergers de fruitiers ont pris de l'importance sur les anciennes terres de pâturage des animaux. Phénomène important en Italie et dans la région, 15 % du total des terres agricoles de Ruvo étaient cultivées en agriculture biologique en 2007.
Ruvo possède également depuis les années 1970 et 1980 une zone industrielle (industrie alimentaire, construction, textile, électronique, etc.) dont la croissance était en hausse ces dernières décennies.
Le tourisme se développe autour du tourisme d'étape car Ruvo de Puglia se situe à proximité de la côte Adriatique, de Trani mais aussi à quelques kilomètres du Castel del Monte (de très loin, le monument/musée le plus visité dans la région des Pouilles) mais aussi à moins d'une heure en voiture de Matera (capitale européenne de la culture en 2019). Ruvo di Puglia propose également un tourisme gastronomique (visite d'azienda de production de vin et d'huile d'olive) et culturel (visite historique de la ville avec l'association Pro loco).
À ce titre, le musée archéologique national Jatta figure au top ten des visites de la région, à la 9e position des monuments/musée les plus visités en 2017 dans les Pouilles et en progression sur les années précédentes.

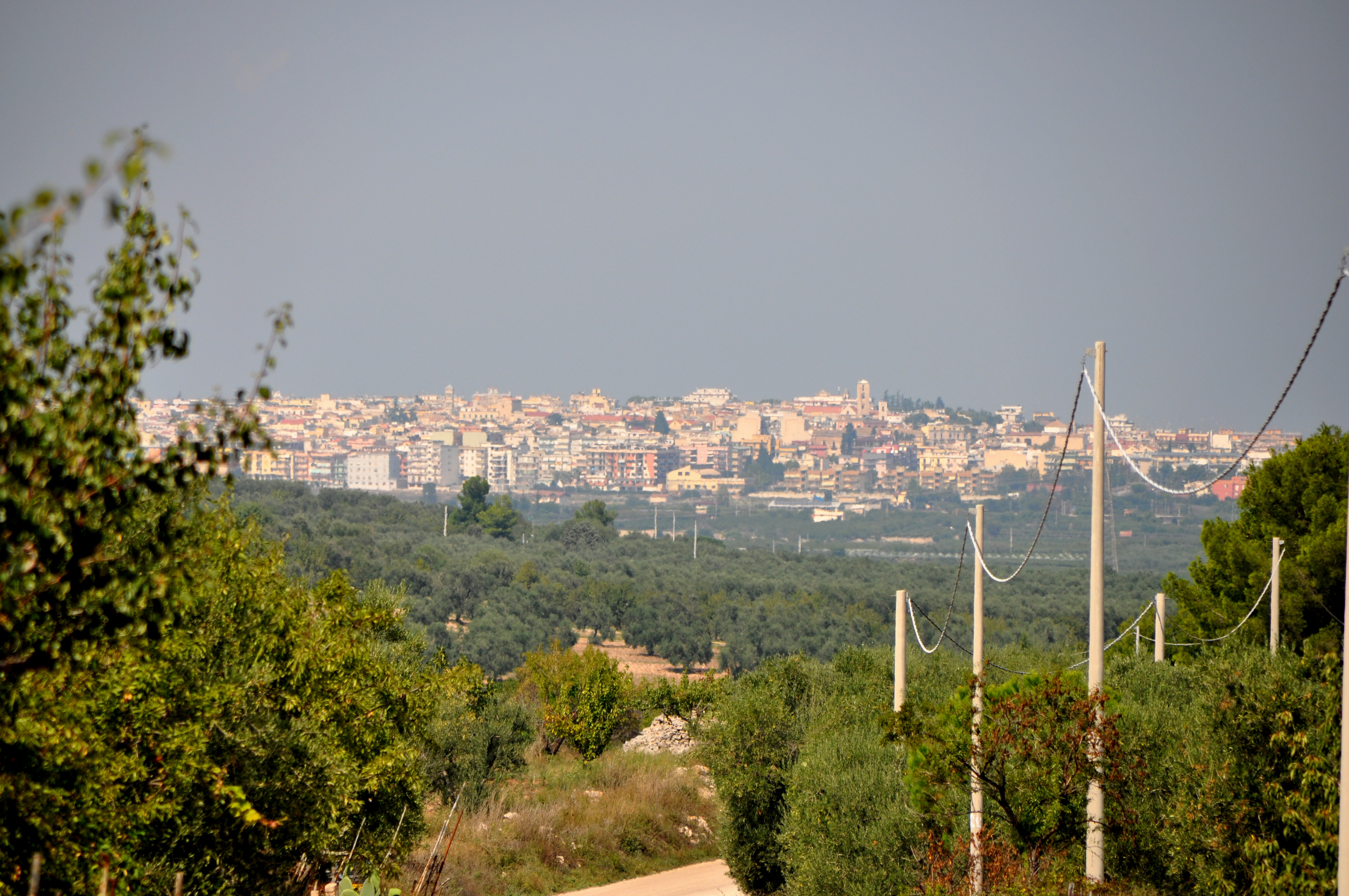
Vue de Ruvo di Puglia depuis la campagne direction sud.

Encore aujourd'hui, les rites de la Semaine Sainte font partie des moments culturels forts de la ville. Les processions des quatre confréries de la ville défilent durant plusieurs jours au printemps, mélangeant foi, mysticisme et folklore, comme dans de nombreuses villes de la région. D'autres fêtes se succèdent dans l'année comme le Talos Festival (festival musical  de plusieurs jours à l'initiative du musicien de jazz Pino Minafra à la carrière internationale et natif de Ruvo) ou la fête traditionnelle de la Sagra del Fungo Cardoncello.
Les Corso qui tournent de manière concentrique autour de la vieille ville sont désormais les axes vivants de la ville. Ces boulevards, stradone ou Corso, donnent sur différentes places dont les principales ont été rénovés en 2016. On peut citer la Piazza Dante qui propose un vaste espace renouvelé arboré avec de nombreux bancs et une aire de jeux pour enfants. Également, la grande Piazza Matteotti a été refaite complètement et interdite aux voitures, donnant sur l'ancien castello et la Mairie. Elle sert pour les grands évènements, politiques comme culturels.

## Monuments et lieux d'intérêt

### Architecture religieuse
- La cathédrale de Ruvo di Puglia : dédiée à Santa Maria Assunta, elle est l'un des exemples les plus importants de l'art roman apulien. Elle a été bâtie entre la fin du XIIe et le début XIIIe siècle, commandée sous l'époque normande, elle sera livrée sous le règne de Frédéric II. Le campanile est plus ancien, il a été construit autour de l'an 1000, avant la cocathédrale, avec la fonction de tour de défense et de belvédère pour contrôler la plaine vers l'Adriatique.

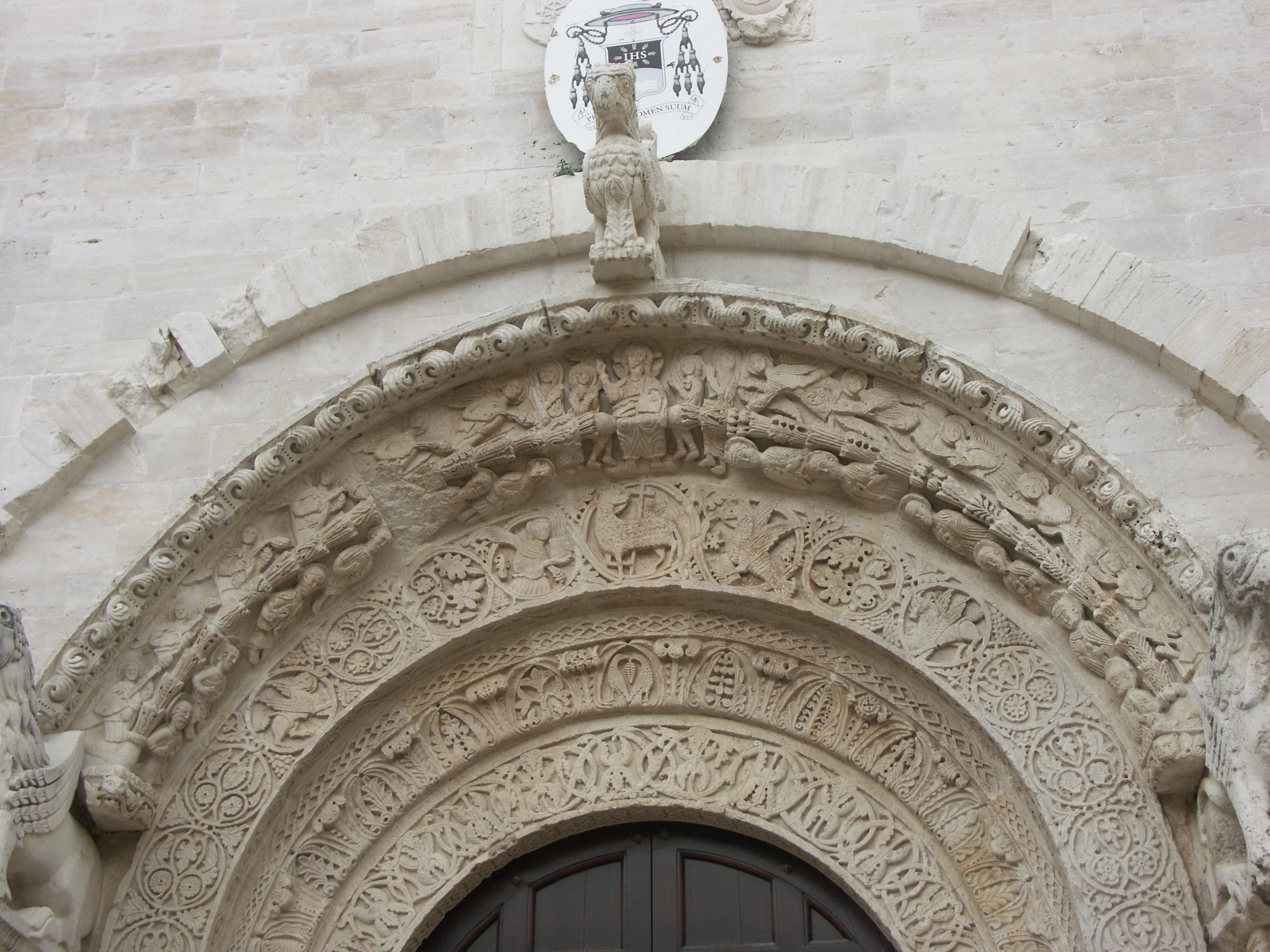
Le portail sculpté de la cocathédrale.

La cathédrale est caractérisée par l'inclinaison importante des versants des nefs latérales. La façade est de type roman mais une rosace profile déjà le style gothique naissant. La grande rosace a été enrichie en 1597. Le portail central est le plus richement sculpté. Il est surmonté de plusieurs séries d'arches avec des décors végétaux et animaliers typiques de l'influence byzantine. On y retrouve les 12 apôtres, les anges et la Madone qui se resserrent autour de la figure centrale du Christ. Les deux portes latérales sont proportionnées par rapport à la façade et sont certainement des éléments récupérés de la précédente église paléochrétienne. L'intérieur de l'église est en forme de croix latine avec trois nefs et trois absides. L'ensemble est orienté est-ouest comme la majorité des églises médiévales.
Les deux parties situées de part et d'autre de la nef centrale ont été réalisées à des époques différentes. La partie de gauche (en rentrant) est constituée de colonnes à croix qui proviennent surement de la précédente basilique, avec quelques décorations végétales, selon le gout de l'époque byzantine. L'autre nef, à droite, est constituée de colonnes au style plus dynamique et plus élaboré.
Sur les murs apparaissent des fresques de gout byzantin représentant la Madone et son enfant, accompagnés de saint Sébastien. Cela prouve que les murs de l'époque étaient décorés. D'époque successive, la toile de la Madone de Constantinople démontre encore une fois l'influence orientale dans les choix des représentations et des pigments. L'œuvre est signée d'un énigmatique « ZT » et date de 1539.
Sous la cathédrale, dans la crypte (ipogeo) on a retrouvé des tombes de l'époque peucète, un ancien domus (maison romaine) avec notamment des traces de mosaïques. On trouve également à l'aplomb des nefs de la cathédrale (située au-dessus) trois absides et des murs anciens.

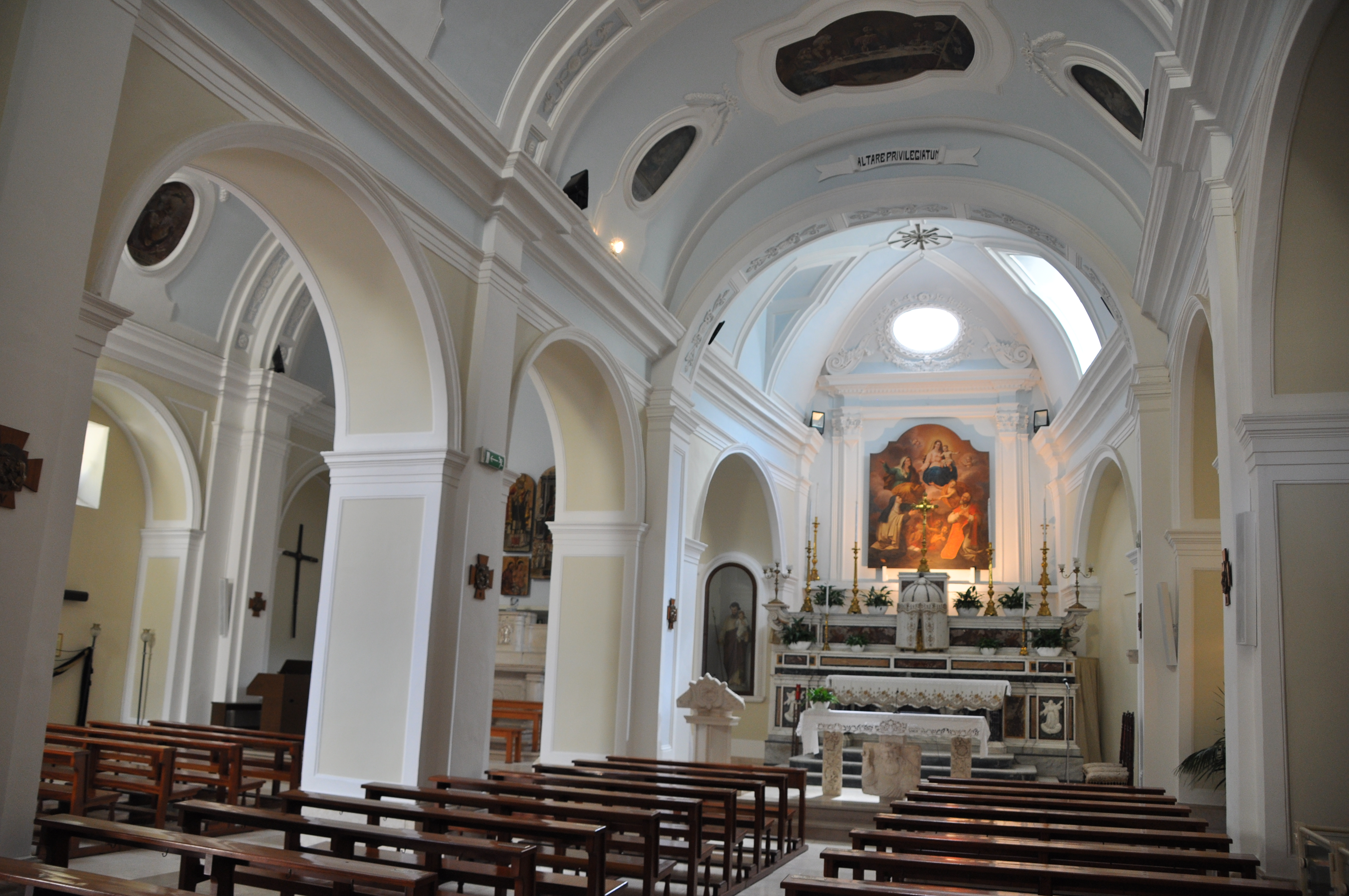
Chiesa del Purgatorio Ruvo di Puglia - intérieur de l'église.

- L'église del Purgatorio. Chiesa del Purgatorio Ruvo di Puglia - intérieur de l'église. Si le campanile baroque date de 1753, l'église est plus ancienne et a été réalisée par la fusion de deux églises. La nef au nord est fondée sur la citerne romaine qui se trouve en dessous et qui servit de refuge aux premiers chrétiens de la ville (grotta di San Cleto). Cette nef se trouve également sur les fondations de l'église précédente (avant 1600). Une seconde nef est ajoutée en 1643. Les deux églises furent rassemblées par une façade calcaire sculptée en bossage rustique. La décoration intérieure est baroque, avec de nombreuses œuvres qui sont portées lors de la procession de la Semaine Sainte par la confrérie del Purgatorio. On y trouve un tableau signé du même auteur que celui de la cathédrale, l'énigmatique « ZT » daté de 1537[87]. .
- L'église di San Domenico. L'église actuelle, de style baroque, est réalisée sur une ancienne église du XVIe siècle (église Santo Spirito Regina del Rosario) construite avec le couvent adjacent, à la demande des Dominicains de l'Ordre des Prêcheurs, à l'époque où la famille Carafa prit possession de la ville. Le couvent (1560-1647) est lui-même bâti sur un ancien couvent, celui de Santa Caterina[88]. L'ancienne église étant devenue vétuste, une nouvelle est créée au XVIIIe siècle donnant sa forme actuelle à l'édifice qui donne aujourd'hui sur la Piazza Bovio[89].
- L'église di San Michele Arcangelo. Selon la tradition, l'église et le couvent furent édifiés sous les conseils de saint François d'Assise de passage à Ruvo. Cette église fut construite sur les ruines d'un ancien temple gréco-chrétien de culte basilien[90]. Par la suite, des franciscains (ordre des frères mineurs) s'y installèrent . L'église s'écroula au XVIIe siècle et une nouvelle église est réalisée entre 1744 et 1775. La façade est de style baroque tardif, très proche de celle de l'église di San Domenico. La nouvelle église fut réalisée grâce à l'aide financières des familles nobles et bourgeoises de l'époque[91]. Le couvent dénommée « ex convento dei frati Minori osservanti » a été restauré récemment (2016) en une maison de retraite dénommée « Maria Maddalena Spada ». À l'intérieur on peut observer des fresques représentant la vie de saint François d'Assise attribuée à l'artiste Michelangelo Capotorti (1738-1823)[92].
- L'église dell'Anunziata fut érigée en 1375 par les habitants d'un hameau situé dans la campagne cultivée (l'agro) de Ruvo nommée Calentano. Ils se réfugièrent alors en ville car à l'époque angevine, Ruvo fut démoli par Ruggiero Sanseverino et la campagne alentour était devenue trop dangereuse. On retrouve encore l'ancienne entrée avec le portail médiéval via Santa Caterina avec une inscription gothique de l'époque. L'entrée est désormais située Largo Anunziata sur l'ancien forum romain où fut retrouvée l'épigraphe romaine désormais apposée sur la tour de l'horloge[93].
- L'église Madonne delle Grazie est située en dehors de la vieille ville, sur le tracé de l'ancienne via Traiana, à proximité de la zone industrielle. Elle fut édifiée en 1645 à proximité d'une ancienne chapelle rurale de style roman[94].
- L'église del Carmine se situe en plein centre-ville. Remaniée à plusieurs reprises et désormais intégrée dans le tissu urbain dense de la vieille ville, elle donne sur le Largo Carmine. L'église médiévale (alors appelée S. Vito) possédait 3 nefs désormais réunies en une seule entre les multiples transformations opérées entre 1683 et 1881. Le campanile date de 1885. La confrérie del Carmine défile chaque année lors de la Semaine Sainte[95].
- L'église de San Rocco située Piazza Matteotti, église construite en 1503 par les habitants de Ruvo en dévotion pour la fin de l'épidémie de peste en 1502. En 1576 fut constituée la confrérie di San Rocco, dissoute et refondée en 1781[96]. La confrérie défile encore lors de la Semaine Sainte.
- L'église del Sacro-Santo Redentore est constituée d'une seule nef et donne sur la Piazza Matteotti. Elle a été construite selon les plans de l'ingénieur ruvese Egidio Bocuzzi en 1902. L'objectif était de remanier un des sites historiques les plus importants de la ville, l'ancien château donnant sur la Piazza Matteotti, à la suite de la destruction de l'ancienne muraille médiévale et à la chute de la tour « del Pilota ». La façade avec la statue du Redentore et le campanile date des années 1950[97].
- L'église di San Giacomo al Corso est construite sur une ancienne église médiévale dédiée à l'Ordre de Saint-Jean de Jérusalem, à proximité d'une des quatre anciennes portes de la ville (porta del Buccettolo). Elle donne actuellement sur le Corso Carafa. L'ancienne église s'écroula en 1762 et elle fut reconstruite en 1869. L'église est à nef unique avec chapelles latérales. Il ne faut pas la confondre avec une église moderne et plus récente, décrite ci-dessous[98].
- L'église di San Giacomo Apostolo est une église contemporaine réalisée dans un quartier en expansion dans la périphérie de la ville. Elle a été édifiée en 1998[99].
- L'église - sanctuaire - de Santa Maria di Calentano. L'église dédiée à Santa Maria se dresse dans le hameau (contrada) Calentano, situé à 8 km de distance du centre de Ruvo di Puglia. Les premiers témoignages concernant cette église remonte à 1174. Elle fut restaurée en 1433 puis complètement reconstruite au XVIIIe siècle. Il s'agit d'un des plus anciens lieux de culte de Ruvo. Son usage en refuge ou demeure au XIIIe siècle par les templiers reste sujet à débat[100].

## Urbanisme et Architecture civile
Le centre historique de Ruvo est l'un des centres historiques les plus importants des Pouilles.
Il a été détruit trois fois (raids barbares à la chute de Rome, raid de Ruggiero Sansverino en 1350 et Gonzalo Fernandez de Cordoba en 1503 dans le conflit entre espagnols et français .

### Urbanisme

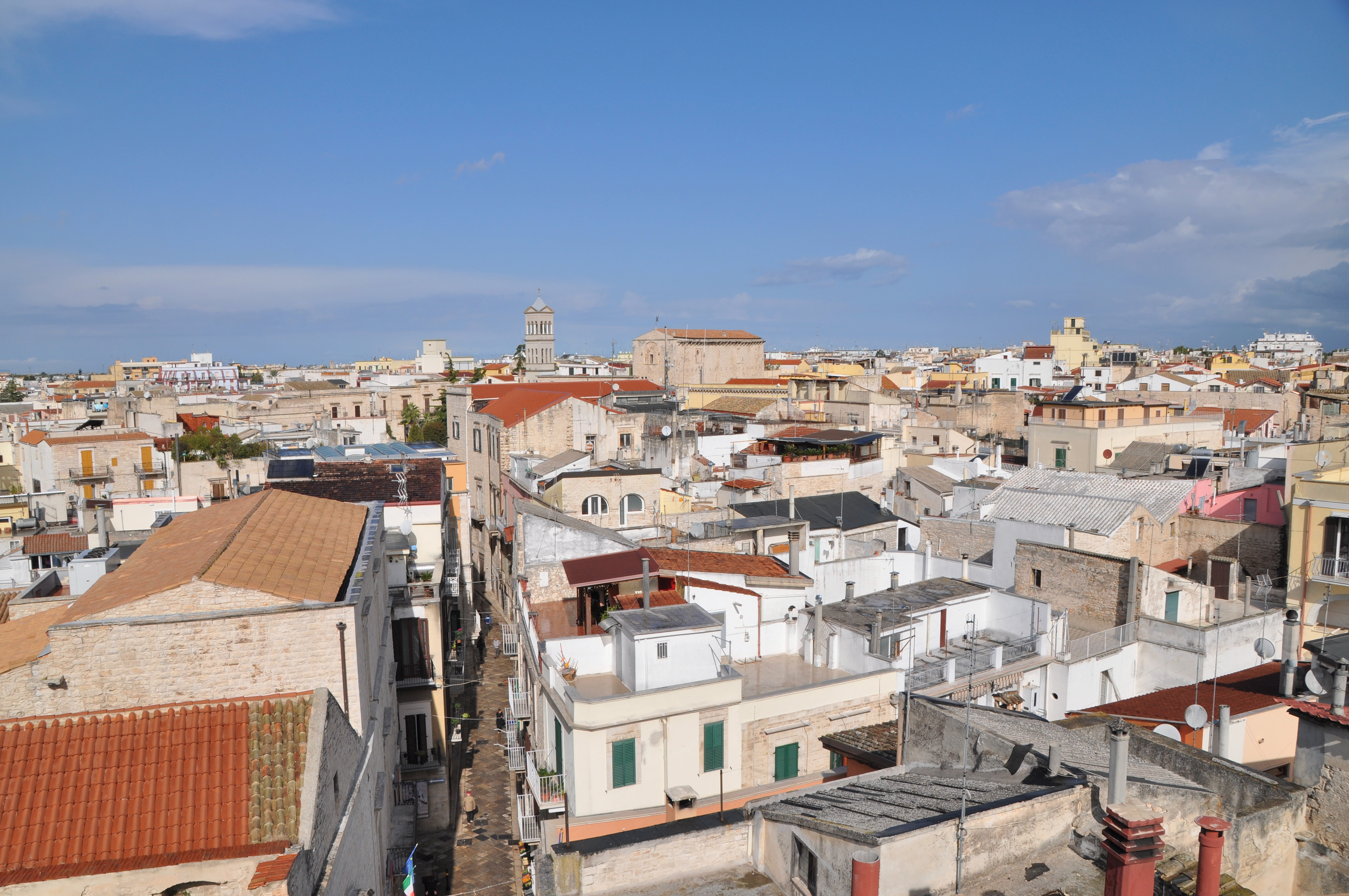
Ruvo di Puglia - Vue depuis la tour dell'Orologio - en direction de place du château médiéval (Piazza Matteotti) et de l'ancien forum romain (Largo Annunziata).

#### L'époque classique
Rubi (nom romain de Ruvo) tient son importance en raison de son rôle de station d'étape sur la Via Traiana. Le noyau de population de l'époque romaine est attestée autour des voies Caterina, Specchia, Modesti, Cattedrale et actuelle via Menotti. Un mur de défense ceinturait la ville déjà avant la domination normande. Le château était intégré dans ce système défensif de mur de défense. Ce château est situé à l'extrémité nord-ouest de la muraille et est cité pour la première fois dans un document de 1179 (compte de Conversano). Le château fut restructuré à l'époque de Frédéric II et est encore visible en partie (Arco Melodia) sur la Piazza Matteotti. L'actuel campanile de la cathédrale faisait alors partie du système défensif de la ville.

#### L'époque médiévale
La ville était ceinturée de quatre portes : Porta Noé au sud qui était la porte principale, Porta del Castello à l'ouest, Porta del Buccettolo au sud-ouest qui donnait directement vers la campagne et Porta di Sant'Angelo ou Porta Nuova au nord.
En 1504, à l'époque aragonaise, la muraille fut reconstruite sur le côté sud-est avec les actuelles tours (i torrioni) encore visibles dans le tissu urbain, via del Rosario, Via Fornello.

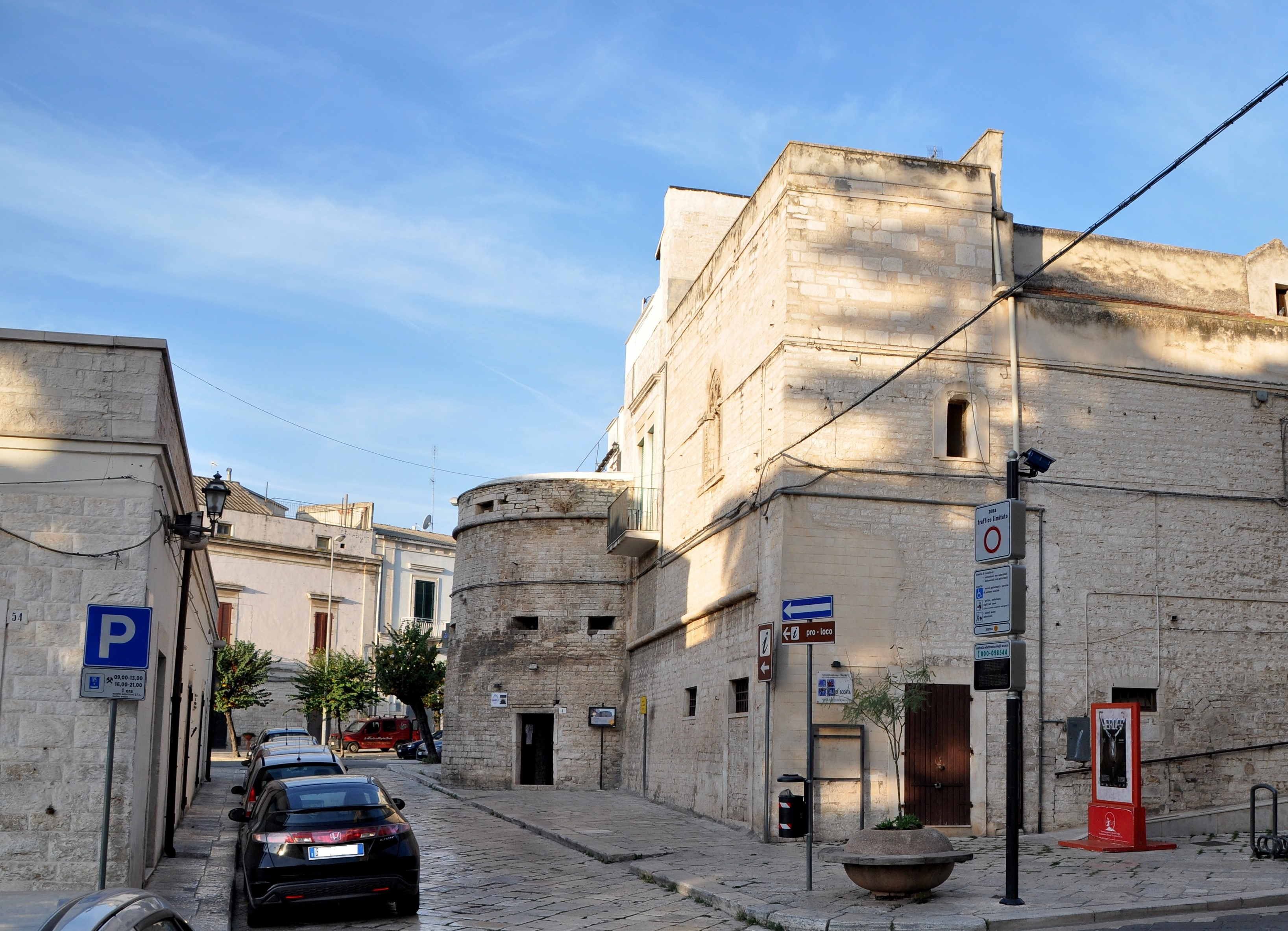
Une des deux tours d'époque aragonaise - Via Fornello - Ruvo di Puglia.

À partir de la fin du XVe siècle, sous domination de la famille Carafa, la ville connaît des transformations architecturales de style renaissance avec notamment la réalisation de maisons de type « palazziate », notamment les palais des familles Caputi (1592), Griffi (1553), Rocca puis Spada (1569) ou Avitaja. C'est quand la commune de Ruvo acheta justement le Palais Avitaja que la place située devant le château médiéval deviendra la place principale de la ville. Les autres espaces importants de la ville ancienne sont la place « Largo Cattedrale » devant la cathédrale et la place Menotti-Garibaldi où se situe la tour de l'horloge et qui fait objet actuellement de réflexion sur sa requalification urbaine,

#### L'époque moderne
Entre le XVIe et le  XVIIIe siècle, la ville s'étend hors des murailles et il est décidé de détruire les enceintes médiévales pour des raisons sanitaires (1820). L'expansion se fait au-delà d'un boulevard circulaire (série de Corso) qui ceinture la vieille ville et les premiers édifices se construisent donc sur l'ancienne espace dévolue à la muraille et au fossé. Cette série de boulevards circulaire s'appelle « stradone » dans le langage familier de la ville.
Les nouvelles demeures se réalisent alors selon le gout urbain de l'époque, le Néo-classicisme, comme le prouve par exemple la construction du Palazzo Jatta.

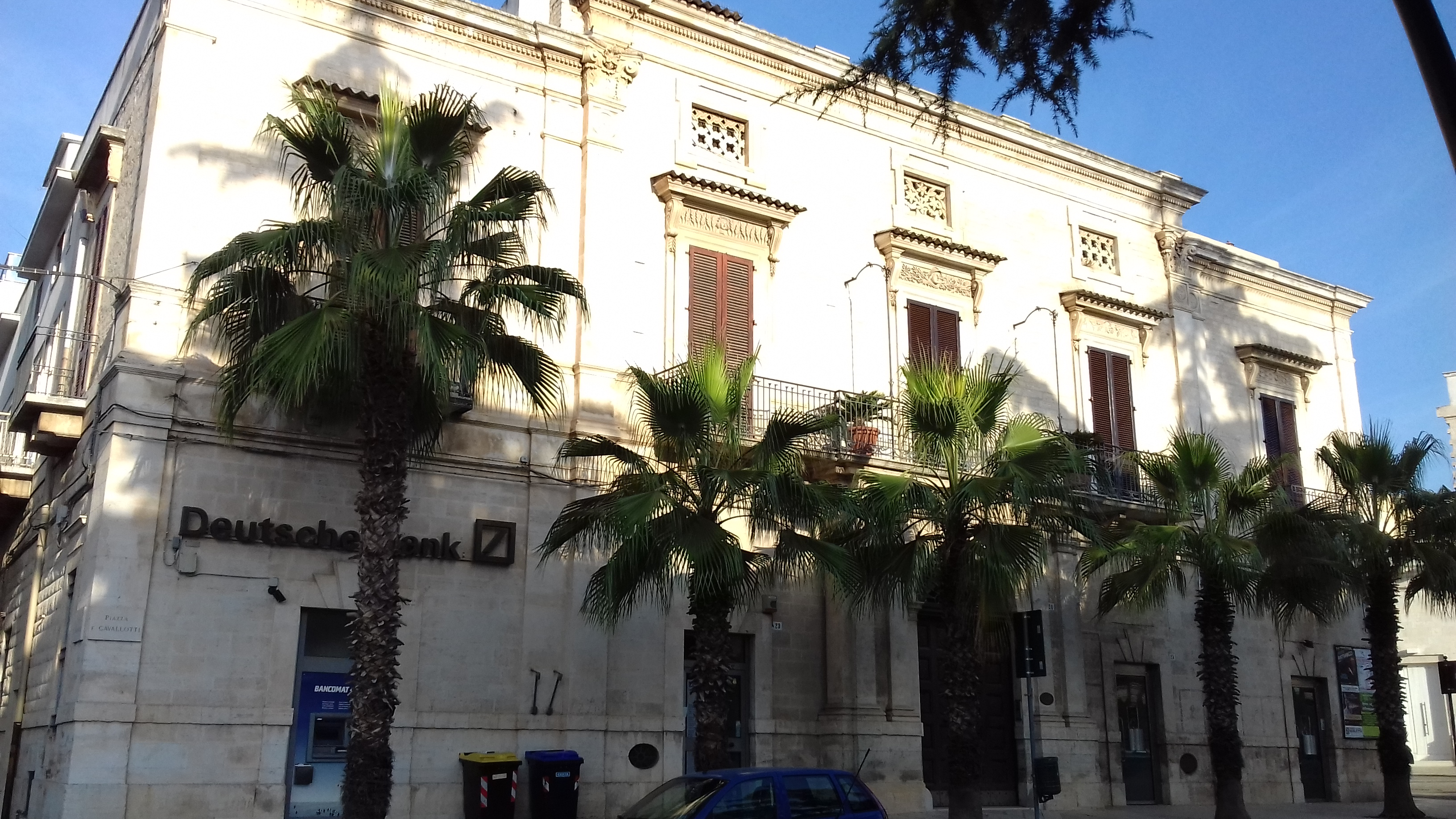
Palazzo Testini Ruvo di Puglia.

La population passe de 7033 habitants en 1803 à plus de 12 000 en 1842 conséquence des améliorations des conditions de vie en lien avec la fin du régime féodal et du régime douanier de la transhumance.
En 1874, la ville est alors urbanisée surtout à l'ouest de l'ancien château médiéval, le long du Corso Cotugno et au-delà de la Piazza Cavallotti mais aussi au sud, le long du Corso Carafa sur 150 mètres de large. À cette époque, le développement urbain vers le nord reste mineur. L'urbanisation vers l'est se fera ensuite avec un aménagement urbain du Corso Cavour en jouant sur la déclivité entre la vieille ville et la campagne. Cet aménagement comporte de nombreuses marches propices à la pause. Ce boulevard est actuellement le seul Corso arborée et joue un rôle important de promenade lors de la « passeggiata » de fin de journée.
En 1880, Ruvo est reliée à Barletta et Bari par un tramway à vapeur qui sera remplacée en 1958 par un autobus.
De nombreux palais sont réalisés aux XVIIIe et XIXe siècles (Palazzo Testini, Camerino ou Chieco). La cathédrale et sa place sont rénovées en 1870.

#### L'époque contemporaine
Dès la fin du XIXe siècle, l'administration communale a lancé des plans d'urbanisation réglementée expliquant la régularité des voies et des blocs d'immeubles. L'urbanisation est organisée en quadrillage géométrique à l'ouest, au sud et au nord qui fait déborder la ville des « stradone », les boulevards ceinturant la ville. En 1919, le Corso Cavour est prolongé vers le nord et vers le cimetière monumentale.
Des logements sociaux (case popolari) sont construits dans les années 1950.
En 1963, le chemin de fer Bari-Barletta dessert Ruvo di Puglia.
Des années 1960 aux années 1990 est réalisée selon les plans d'urbanisme de l'époque, une urbanisation industrielle vers l'est avec la création d'une zone artisanale qui s'étend de la route SP2 à la voie de chemin de fer et désormais jusqu'à la 2x2 voies SP 231.
La ville comptait 25 786 habitants en 2010.
Les derniers documents d'urbanisme proposent une urbanisation vers le nord et le nord/est, ceinturée par la Via Sandro Pertini et la Via Alessandro Pertini et également à l'ouest, vers le Lycée Orazio Tedone.

### Architecture civile
Dans le centre historique de Ruvo il y a de très Importantes constructions historiques comme la cathédrale, les restes du château de Ruvo, Palazzo Caputi, Palazzo Spada, Palais et Musée Jatta, Palazzo Avitaja, l'église du Purgatoire, l'hypogée sous la cathédrale avec l'église paléochrétienne et tombes romaines, la tour de l'Horloge.
- Le Musée archéologique national Jatta. Les objets exposés dans le musée ont été recueillis par Giovanni Jatta au début du XIXe siècle ; la collection a été enrichie par son neveu (Giovanni Jatta junior), puis vendue à l'État au XXe siècle. On y trouve notamment des céramiques à figures rouges, de production locale (VIIe – IIIe siècle av. J.-C..), attique ou corinthienne, provenant de la nécropole pré-romaine. Le cratère de Talos est l'un des chefs-d’œuvre de la collection.
- Le Palais Spada.

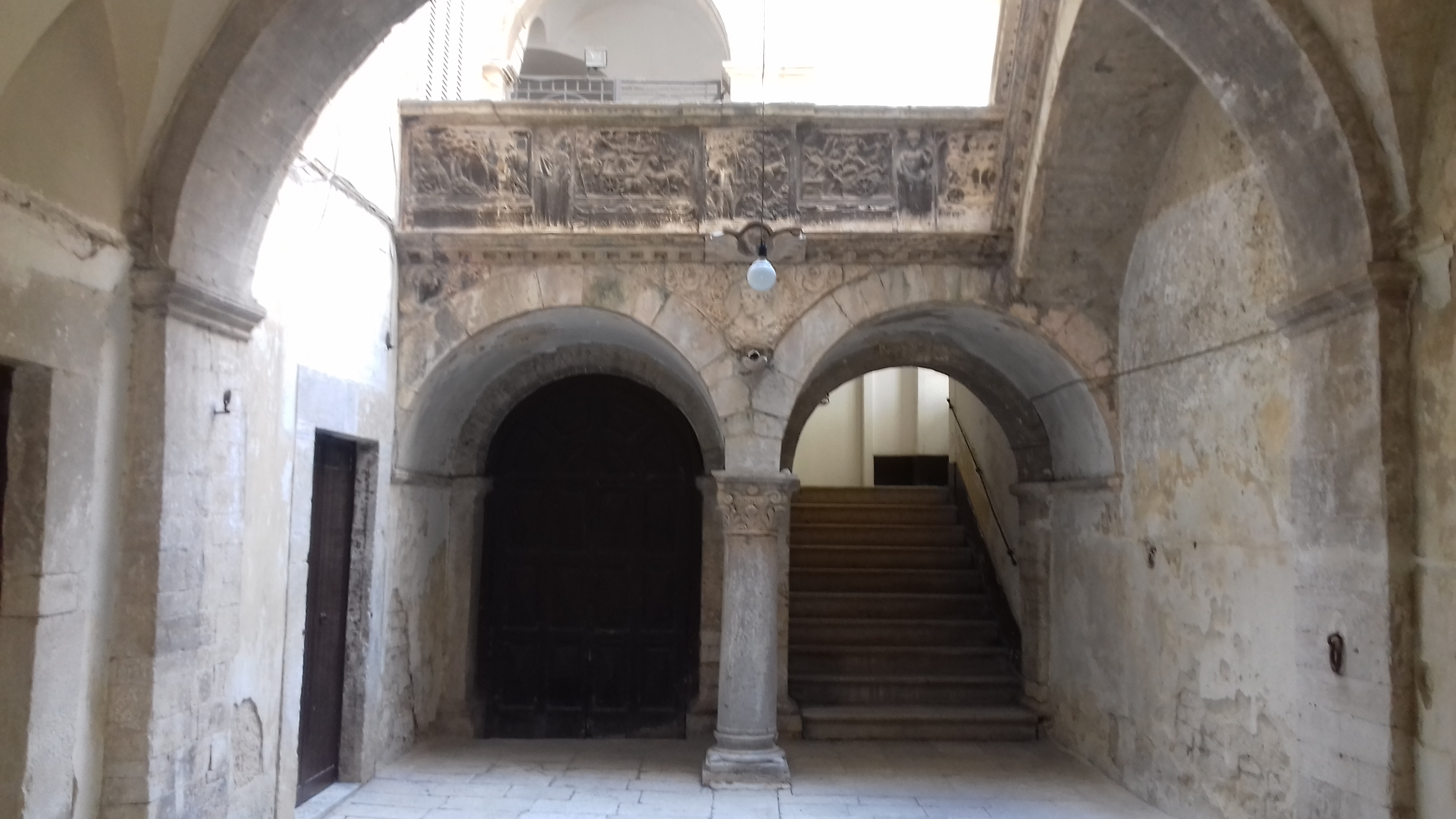
Palazzo Spada - Ruvo di Puglia.

L'édifice fut construit au XVIe siècle pour la famille Rocca (Orazio Rocca fut magistrat d'État) avant de devenir ensuite propriété de la famille Spada qui y intègre son blason sur la façade (deux épées croisées surmontées de trois étoiles). L'édifice est de style Renaissance notamment à l'intérieur avec la présence de colonne, balustrade sculptée. La date de réalisation du palais est fixée à 1569.
- Le Palais Avitaja. L'édifice fut construit en 1584 et complété ensuite entre 1604 et 1630 pour Antonio Avitaja comme le stipule le blason présent à l'angle du bâtiment. La façade présente une façade ample et rectangulaire. L'édifice est désormais la mairie et présente des salles décorées dans le style Renaissance de l'époque[106].
- Le Palais Camerino ou Melodia. La construction est réalisée sur les restes de l'ancien château, résidence des comtes Carafa qui avaient vendu une partie en 1809 (fin de l'époque féodale) à la famille Montarulli avant de passer entre les mains des Camerino pour la construction du palais. La façade est néoclassique et l'intérieur finement décoré[106].

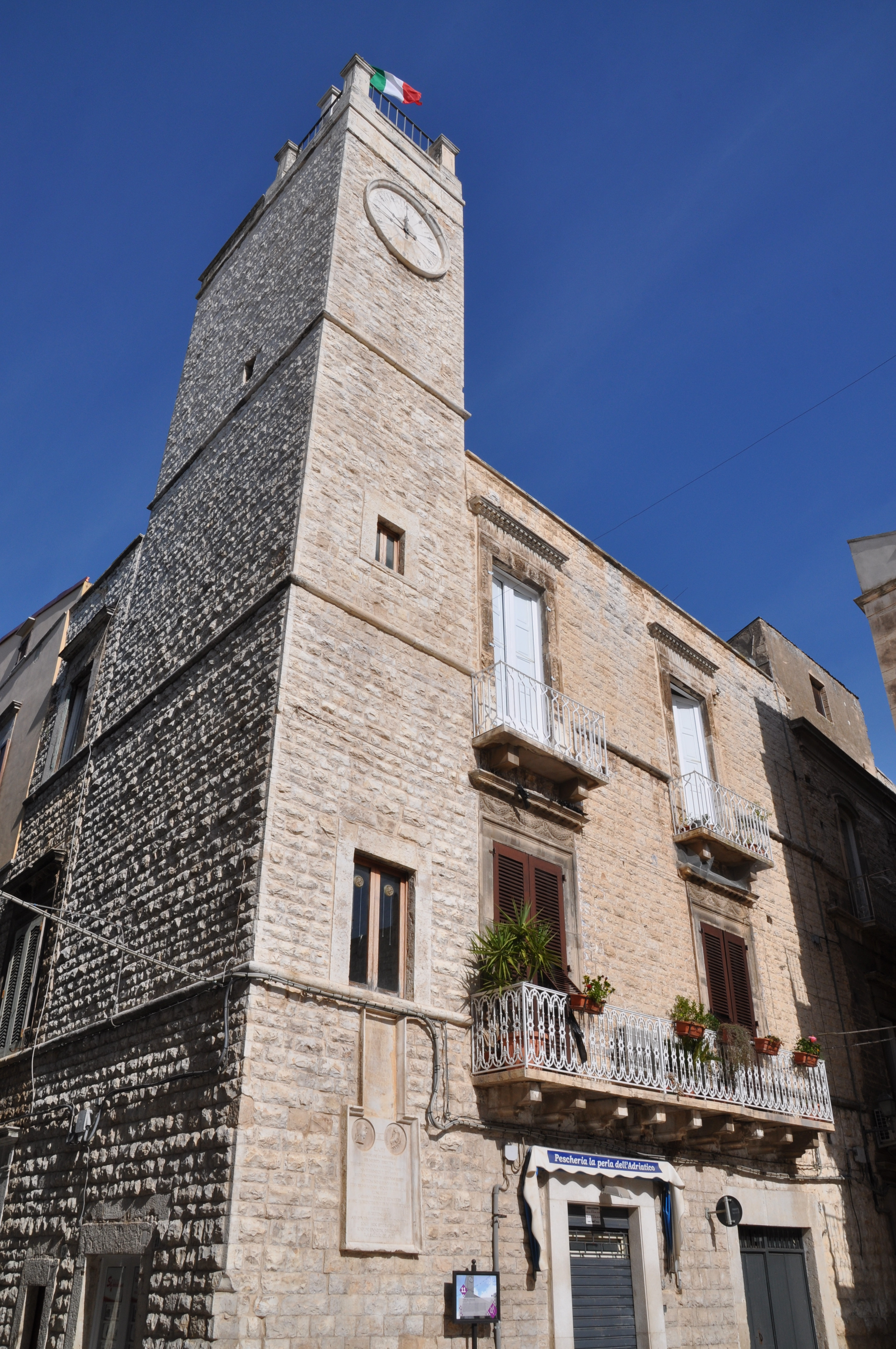
Tour de l'Horloge (Torre dell'Orologio à Ruvo di Puglia.

- Le Palais Caputi. En 1592, le noble Domenico Caputi ordonne la construction de ce palais. Une seconde partie se rajoute à l'édifice au XVIIe siècle. En 2016 le palais est devenu la bibliothèque municipale et le musée du livre. On peut découvrir plusieurs salles de lecture avec des livres anciens mais aussi des outils multimédias[107]. Les plafonds sont finement peints et l'intérieur présente des balustrades et un style typiquement Renaissance. Comme le Palais Avitaja ou le rez-de-chaussée du Palais Melodia, la façade est faite de pierre calcaire sculptée avec une ornementation de style bossage [106].
- Le Palais Pirlo-Rubini. Appartenant à la famille Pirlo-Rubini, le palais est construit dans un style Renaissance en 1610. Reprenant un style de façade calcaire avec bossage sur la façade via Cattedrale et une façade peinte en rouge sur la façade donnant sur la place de la cathédrale[106].
- L'école « Giovanni Bovio » sur le Corso Cotugno est réalisée par l'ingénieur Egidio Boccuzzi au début du XXe siècle.
- La torre dell'Orologio soit la tour de l'horloge. Elle fut construite en 1604 et restaurée en 1870. La tour présente une façade calcaire en bossage. À son sommet se trouvent les deux cloches qui sonnent encore aujourd'hui tous les quarts d'heure. Sur sa façade se trouve une épigraphe romaine en hommage à la grandeur passée de Ruvo[106].

Dans la campagne de Ruvo se trouvent de nombreux témoignages de la vitalité agricole de la ville :
- La Villa Fenicia avec sa mystérieuse tour appartenant à la famille noble Fenicia. Les auteurs ne sont pas tous d'accord sur l'usage de cette tour, soit observatoire astronomique ou résidence des templiers. Datant du XIe ou XIIe siècle, on y trouve un ancien escalier à colimaçon[108].
- La Masseria Coppa dotée d'une chapelle et datant de 1735, désormais reconvertie en ferme agricole et agritouristique[109].
- Masseria Torre del Monte. Construite en 1791 dans la contrada Torre Monte. Aujourd'hui, elle sert de lieu de réception[110].
- Masseria Modesti. Située dans la contrada Lama d'Ape, elle est un point de référence pour l'activité agricole de Ruvo. Mentionnée dès le XIVe siècle, La masseria comprend une petite chapelle.
- Masseria Ferrata. Située à 15 kilomètres du centre-ville de Ruvo. Apparue au XVIIe siècle, elle fut longtemps propriété de la famille Camerino. La structure prendra le nom du site, située dans la « lama Ferrata » et deviendra une ferme agritouristique.
- Jazzo Pagliara. Située dans la campagne de Ruvo. Il fut un point de repère durant la transhumance et est aujourd'hui point d'intérêt du parc national dell'Alta Murgia[111].
- Jazzo Pilella. Construit au XIXe siècle. Il se distingue des autres jazzi par l'ampleur de la maison des massaro (Les « massari » sont les chefs d'exploitation, les administrateurs des masserias/jazzi pour le compte des propriétaires terriens).
- L'aqueduc des Pouilles. Il passe au travers du territoire sud de Ruvo. Cet ouvrage permet le déploiement de l'eau potable dans une grande partie de la région. Sa construction a démarré fin XIXe pour une mise en service en 1914/1915.

### Architecture militaire
- Les anciens remparts ceinturaient la vieille ville. Ils furent démolis au début du XIXe siècle.
- Le château médiéval dont seul subsiste l'arco Melodia donnant sur l'actuel Piazza Matteotti.
- La tour du château, Torre del Pilota, construite au XIVe siècle. Haute de 33 mètres de haut, sa base de forme elliptique est encore représentée au sol sur la Piazza Matteotti. Elle faisait partie du système de défense de la ville. Durant le règne des Carafa, elle fut transformée en prison. Le rempart qui lui était adjacent fut démoli au XIXe siècle, ce qui la déstabilisa et le 18 février 1881, elle s'écroula.

## Personnages célèbres

### Personnages nés à Ruvo di Puglia
- Domenico Cotugno (né en 1736 à Ruvo di Puglia - mort en 1822 à Naples), médecin royal, anatomiste et chirurgien ;
- Giovanni Jatta (né en 1767 à Ruvo di Puglia - mort en 1844 à Ruvo di Puglia), magistrat, écrivain et archéologue, initiateur du Musée National Jatta ;
- Francesco Rubini (né en 1817 à Ruvo di Puglia - mort en 1892 à Ruvo di Puglia), avocat et fondateur de la république italienne avec Garibaldi ;
- Giovanni Jatta Junior (né en 1832 à Ruvo di Puglia - mort en 1895 à Ruvo di Puglia), poète, archéologue, fondateur du Musée National Jatta ;
- Nicola Cassano (né en 1857 à Ruvo di Puglia - mort en 1915 à Bari), compositeur et pianiste italien ;
- Domenico Cantatore (né en 1906 à Ruvo di Puglia - mort en 1998 à Paris), peintre et écrivain.

### Personnages historiques liés à Ruvo di Puglia
- San Cleto (Anaclet en français) (...-92), troisième pape de l'église catholique et premier évêque du diocèse de Ruvo ;
- Robert de Bassonville (...-1182), fondateur de la cathédrale de Ruvo di Puglia ;
- Jacques de La Palice (1470-1525), commandant des troupes françaises présentes à Ruvo lors de la bataille de Ruvo en 1503 ;
- Ettore Carafa (1767-1799), comte de Ruvo et duc d'Andria ayant lutté pour l'avènement de la révolution parthénopéenne de Naples en 1799. Il portait des idées révolutionnaires contre l'avis et les idéaux de sa famille, des nobles attachés au régime féodal.

## Administration

### Hameaux
- Calendano

### Communes limitrophes
Altamura, Andria, Bisceglie, Bitonto, Corato, Gravina in Puglia, Spinazzola, Terlizzi

### Articles liés
- Liste des principales villes d'Italie par population
- Art roman apulien
- Céramique apulienne